# ゲーム・オブ・スローンズ
『ゲーム・オブ・スローンズ』（原題：Game of Thrones、略称GOT）は、ジョージ・R・R・マーティン著のファンタジー小説シリーズ『氷と炎の歌』を原作としたHBOのテレビドラマシリーズ。中世ヨーロッパに類似するがドラゴンや魔法が存在する架空の世界において、多くの登場人物が入り乱れる群像劇である。北アイルランド、マルタ、クロアチア、アイスランド、モロッコ、スコットランド、アメリカ合衆国、スペインで撮影されている。2011年春から放送が始まり、最終話は2019年5月19日に放送された。
日本ではスター・チャンネルにおいて2013年1月から放送され、第6シーズンからは日米同時放送された。ワーナー エンターテイメント ジャパンからDVD&Blu-rayが発売されている。2016年2月18日、Huluで配信が開始された。2017年からはAmazonビデオでも配信されている。なお、各シーズンの副題は日本独自につけられている。

## 背景
一つの季節が不規則に数年間も続く大陸ウェスタロスと、海を隔てた東の大陸エッソスが主な舞台である。古代には、ウェスタロスには〈森の子ら〉と呼ばれる小柄な種族が住んでいたが、ここに〈最初の人々〉と呼ばれる民族が侵入して〈森の子ら〉との戦争の後に講和し、〈ホワイト・ウォーカー〉と呼ばれる北からの超自然的脅威に備えるために、協力して〈壁〉と呼ばれる魔法的防壁を築いた。〈壁〉は歴代の王によって支持され、志願者および追放された犯罪者が送られて防御されている。北部にはいまだに〈最初の人々〉の影響が色濃く残り、〈古の神々〉があがめられる。
その後、アンダル人がウェスタロスを征服し、七王国を成立させた。アンダル人の持ちこんだ〈七神正教〉は、北部と〈鉄諸島〉を除くウェスタロス中で信奉されている。
物語の数百年前、エッソスでは古代ヴァリリア帝国が崩壊し、ヴァリリア人のターガリエン家がドラゴンを使ってウェスタロスに襲来し、七王国を征服、解体してターガリエン統一王朝を開き、倒した敵の剣を溶かして作られた〈鉄の玉座〉に座ることになった。
物語の十数年前に、〈ロバートの反乱〉と呼ばれる出来事があった。ターガリエン家の庶流であるバラシオン家がターガリエン王朝を倒して〈鉄の玉座〉に座り、ターガリエン王朝のほとんどは殺されたが、デナーリス・ターガリエンなど一部の血縁の者はエッソスに逃れた。この反乱のきっかけは、ロバート・バラシオンの婚約者でエダード・スタークの妹であったリアナ・スタークが、エイリス・ターガリエン二世王の息子のレイガー・ターガリエンと共に失踪し、これに抗議したエダードの父と兄がともに王によって処刑されたことであった。ロバートとエダードは、里親であったジョン・アリンと共に反乱軍を立ちあげた。王は自らの護衛〈王の盾〉であったジェイミー・ラニスターによって裏切られて殺され、ロバートが代わって新王朝をひらいた。エダードはタリー家を味方につけるため、キャトリン・タリーと結婚した。リアナもレイガーも死に、エダードはジョン・スノウを自らの落とし子として戦いから連れ帰った。その後はジョン・アリンがロバートの〈王の手〉として、宰相の役目を担った。ロバートは、反乱に加わったラニスター家から、ジェイミーの双子の姉のサーセイ・ラニスターを娶った。
その数年後、〈鉄諸島〉のグレイジョイ家が反乱をおこしたが鎮圧され、幼いシオン・グレイジョイはスターク家の人質となってウィンターフェルで育てられることとなった。

## プロット

### 概要
本シリーズの脚本には小説シリーズ『氷と炎の歌』の作者ジョージ・R・R・マーティンも加わっており、小説のあらすじに沿って製作されている(氷と炎の歌のあらすじ参照)。シーズンが進むにつれて、小説との差異はしだいに大きくなる。小説に比べてドラマの登場人物は減らされており、一人の登場人物が、小説における複数の登場人物の役割を負う。
本シリーズには3つの主要なストーリーラインがある。シーズンが進むにつれて、一つのストーリーラインに収斂していく。
- 一つ目は、ロバート・バラシオン王死去に伴う、七王国の〈鉄の玉座〉を巡ってのウェスタロスの内戦

- 二つ目は、再来したホワイト・ウォーカーの脅威から七王国を守ろうとする、ジョン・スノウを中心としたウェスタロス極北部の〈壁〉における戦い

- 三つ目は、エッソスに亡命したターガリエン家の血筋であるデナーリス・ターガリエンの〈鉄の玉座〉奪還の試み

物語は9つの諸名家を中心に語られる。王室領およびリヴァーランドを除く7つの領地は、かつて独立した王国であった。統一後のウェスタロスがいまだに七王国と呼ばれる由縁である。ウェスタロスでは結婚は神聖であり、高貴な人物の婚外子は落とし子と呼ばれ相続権もない。落とし子は地方ごとに特別な名字をつけられ、北部ではスノウ、リヴァーランドではリヴァーズ、ドーンではサンドとされる。
| 諸名家         | 領地                   | 本拠地                                                                               | 標語                       |
| -------------- | ---------------------- | ------------------------------------------------------------------------------------ | -------------------------- |
| スターク家     | 北部                   | ウィンターフェル                                                                     | 冬来たる                   |
| グレイジョイ家 | 鉄諸島                 | パイク                                                                               | われら種を播かず           |
| アリン家       | アリンの谷間           | 高巣城                                                                               | 高きこと誉の如く           |
| ラニスター家   | 西部(ウェスターランド) | キャスタリーロック                                                                   | 訊け、我が咆哮を！         |
| タイレル家     | 河間平野(リーチ)       | ハイガーデン                                                                         | われら強大たるべし         |
| バラシオン家   | 王室領 ストームランド  | キングズランディング(ロバート) ドラゴンストーン(スタニス) ストームズエンド(レンリー) | 氏神は復讐の女神           |
| マーテル家     | ドーン                 | サンスピア                                                                           | 折れぬ、枉げぬ、まつろわぬ |
| タリー家       | リヴァーランド         | リヴァーラン                                                                         | 一族、本分、名誉           |
| ターガリエン家 | エッソスに亡命中       |                                                                                      | 炎と血                     |

プロットラインの多くに関与しているのは、北部の領主の「スターク家」である。エダード・”ネッド”・スタークを長とし、妻キャトリン、熱血漢で責任感の強い長男のロブ、可憐な長女サンサ、おてんば娘の次女アリア、好奇心旺盛な次男ブラン、末息子のリコンの2女3男がいる。これに加え、ネッドの落とし子(私生児)であるジョン・スノウ、グレイジョイ家から人質として差し出されたシオン・グレイジョイが共に暮らす。ロブとジョンは同い年である。
エダードの友で王のロバートと王妃サーセイの間にはジョフリー、ミアセラ、トメンの3人の子がいる。だがサーセイが真に愛するのは双子の弟のジェイミーであり、小人の弟のティリオンを憎む。ラニスター家出身の3人の父はかつての〈王の手〉で、冷酷なタイウィンである。ロバートにはスタニスとレンリーの二人の弟がいる。
ロバートによって倒された前王朝ターガリエン家の生き残りのヴィセーリスとデナーリスは海を渡った東の大陸エッソスで亡命生活を送る。

### 第1シーズン『七王国戦記』
原作第一部『七王国の玉座』をベースに製作されている。
七王国にて
スターク家の領地で、バラシオン家の紋章である牡鹿と、スターク家の紋章であるダイアウルフが死んで見つかるが、そばでスターク家の子らと同じ数だけのダイアウルフの仔が見つかり、子らはそれぞれ1匹ずつを所有することになる。ロブはグレイウィンド、サンサはレディ、アリアはナイメリア、ブランはサマー、リコンはシャギードッグ、ジョンはゴーストと名付け、ジョンの仔はアルビノ種である。
ネッドの古くからの友人であり、現在の七王国の王であるロバートは、サーセイと愛のない結婚生活を送っている。サーセイは、父タイウィンの反対を振り切って王の護衛となっている、双子の弟のジェイミーと秘密裏に肉体関係を持っているが、その下の弟である小人のティリオンは忌み嫌う。世継ぎとされるジョフリーをはじめとして、サーセイの子供たちは、実際にはジェイミーの子である。またロバートの弟であるレンリーは、強大なタイレル家のマージェリーと結婚しているが、彼女の兄で、ハンサムな〈花の騎士〉として女性に人気が高いロラスと男色関係にある。
長らくロバートの〈王の手〉を務めたジョン・アリンが死に、ロバートがウィンターフェルに旅してエダードに後継を依頼するところから、七王国の政治状況が動き始める。
〈壁〉とその北にて
スターク家で落とし子として差別されながら育ったジョン・スノウは、〈壁〉で北方の脅威から七王国を守る叔父ベンジェンに刺激を受け、〈冥夜の守人〉(ナイツウォッチ)に加わることを志願してウィンターフェルを離れる。だが、〈壁〉の北では数千年間で初めての変事が起こる。
エッソスにて
海の向こうでは、ロバートによって王座を簒奪され追放されたターガリエン家の生き残りであるヴィセーリスが王座を取り戻そうと画策している。そのために妹のデナーリスとドスラク族の族長であるカール・ドロゴの結婚をとりまとめ、勢力を拡大しようとする。ウェスタロスからやって来た騎士ジョラー・モーモントはヴィセーリスとデナーリスに仕えるようになる。デナーリスはドスラク族に馴染む努力をし、ドロゴの愛も得る。しかしヴィセーリスは驕慢でドロゴの怒りを買い「溶けた黄金の王冠」によって殺される。デナーリスはドロゴの子を身籠るが、女妖術師が胎内の子を殺し、戦傷が悪化したドロゴを植物人間にする。安楽死させられたドロゴの火葬の際、デナーリスはドラゴンの卵と共にその炎に入るが彼女の身は焼かれず、「ドラゴンの末裔」である事を証明する。炎の中で3匹のドラゴンも孵化している。

### 第2シーズン『王国の激突』
原作第2部『王狼たちの戦旗』をベースに製作されている。
七王国にて
ロバートとサーセイの子の出自を疑い、レンリーに続いて、その兄であるスタニスもまた王位に名乗りを上げる。元密輸業者のダヴォス・シーワースは忠実な家臣としてスタニスを助ける。スタニスの家来たちの多くは〈七神正教〉ではなく〈光の王〉の神を信じるようになっており、その女祭司のメリサンドルが劣勢のスタニスのために魔法の力をふるう。
巨躯で容貌にも恵まれないが強力な女騎士であるブライエニーがレンリーの護衛となるが、キャトリンと共に事件に巻き込まれたのちはキャトリンに仕える。〈北の王〉と名乗ったロブは、戦いへの援助を得るために強大なフレイ家の娘との婚姻を約束していたが、戦場でタリサと出会い、魅かれてゆく。
シオンは親友で兄弟同然のロブへの援軍を要請するため、故郷の〈鉄諸島〉に久しぶりに戻り、姉のヤーラ(原作ではアシャ)に出迎えられるが、故郷の人々には受け入れられない。
アリアは正体を隠して北部へと逃亡する途中でラニスター家に捕えられ、謎の人物ジャクェン・フ=ガーの助けを借りて逃げ出す。
〈壁〉とその北にて
ジョンは〈壁〉の北で偵察に出て、〈野人〉の女イグリットを捕えるが、逆に〈野人〉に囚われとなる。
エッソスにて
狭い海の向こう側では、デナーリスが砂漠を艱難辛苦ののちに通りぬけて、繁栄するクァースの街にたどり着き、富裕な商人ザロ・ゾアン・ダクソスの援助を受けて〈鉄の玉座〉を奪回しようとするが、侍女の裏切りにより妖術師にドラゴンが奪われる。デナーリスはドラゴンを奪回し、妖術師はドラゴンの炎に焼かれる。王座奪還を目指すデナーリスは新たな旅に出る。

### 第3シーズン『戦乱の嵐-前編-』
原作第3部『剣嵐の大地』の前半をベースに製作されている。
七王国にて
スタニスを〈ブラックウォーターの戦い〉で破った後、ラニスター家は〈鉄の玉座〉を確固たるものにしている。だが同盟相手のタイレル家は強力かつ謀略に長け、新たな脅威となる。ティリオンは〈王の手〉の地位を失い、父に自分の貢献が認められないことに苦しむ。一方、利き腕を失ったジェイミーはキングズランディングに戻る旅の途中で、道連れのブライエニーと信頼を育む。
スターク家は戦争に負けつつある。ロブが婚約を破ってタリサと結婚したために、ウォルダー・フレイからの支持はなくなり、軍勢の信頼も失い始める。母キャトリンがジェイミーを解放したために、ロブとの関係は冷えこむが、キャトリンの父とロブの弟たちの死で二人は絆を取り戻す。だが、実はブランとリコンは生き延び、リード家の子供たちとともに北へ向かっている。シオンは二人の死を偽装するが、見知らぬ男たちに拷問を受ける。アリアは帰郷の旅を続けるが、〈旗標なき兄弟団〉、次にサンダー・クレゲインに捕えられてしまう。サンサはキングズランディングでラニスター家に囚われたままだが、陰謀をめぐらすピーター・ベイリッシュとタイレル家から助けの手を差し伸べられる。
ドラゴンストーンでは、スタニスが〈ブラックウォーターの戦い〉での敗戦に打ちひしがれている。ダヴォスはメリサンドルを殺そうとして捕えられ、メリサンドルは〈光の王〉の神を信じ、再びスタニスを立たせようと努力する。
〈壁〉と周辺にて
ジョンは真の意図を隠してマンス・レイダーの〈野人〉の軍に加わる。イグリットと恋に落ちたために、イグリットと〈冥夜の守人〉のどちらかを選ばなければならなくなる。〈冥夜の守人〉の偵察隊は〈異形〉(ホワイト・ウォーカー)に襲われて数を減じ、反乱を起こす。
エッソスにて
奴隷商人湾の都市アスタポアにて、デナーリスの仲間に、かつての〈王の盾〉のバリスタン・セルミーが加わる。デナーリスは、強力な宦官奴隷兵である8000の〈穢れなき軍団〉を、ドラゴン1頭と交換する。だがドラゴンは奴隷商人に従わず、デナーリスはアスタポアを〈穢れなき軍団〉とドラゴンによって征服する。〈穢れなき軍団〉は解放されるが、そのままデナーリスに仕える事を選び、司令官グレイ・ワームを選出する。次にデナーリスの軍団は、多数の奴隷を抱え傭兵軍〈次子〉(セカンド・サンズ)に護られる都市ユンカイへと進軍する。ユンカイは降伏を拒むが、〈次子〉の副長のダーリオ・ナハーリスはデナーリスに惹かれて隊長ともう一人の副長の首を持参して寝返り、ユンカイは陥落する。デナーリスはユンカイの奴隷達を解放する。

### 第4シーズン『戦乱の嵐-後編-』
原作第3部『剣嵐の大地』の後半をベースに、原作第4部『乱鴉の饗宴』および第5部『竜との舞踏』からのストーリーの一部を加えて製作されている。
七王国にて
キングズランディングには、ジョフリー王とマージェリーの婚儀の客が集まり、その中には復讐を求めるオベリン・マーテルもいる。ジョフリーが毒殺された時、動揺したサーセイは弟のティリオンが息子を殺した犯人だと名指しする。ティリオンは姉と父に陥れられ、愛した人々すべてに見捨てられる。
スターク家の残りの子供たちは戻る家をなくし、それぞれの旅を始める。サンサはピーター・ベイリッシュの助けでキングズランディングを逃げ出すが、二人の仲を疑い嫉妬に燃える叔母ライサと争いになる。一方、アリアは親戚から身代金を得ようとするサンダー・クレゲインに連れられ高巣城に旅する。
ダヴォスは、〈壁〉援護に向かうためスタニスの軍を再編成しようともがく。
ルース・ボルトンは、落とし子ラムジー、奴隷と化したシオン、家来のロックを使って〈北部〉の支配を固めようとする。
〈壁〉と周辺にて
〈壁〉に戻ったばかりのジョンは、マンス・レイダーの軍が〈壁〉を南北から攻めようとしていると警告する。南側からの攻撃はトアマンドとイグリットに率いられる。やはり戻ったばかりのサムウェル・ターリーは、〈野人〉の女ジリへの気持ちを抑えようとする。ブランはリード姉弟とホーダーと共に、夢で見た〈三つ目の鴉〉に会うため、〈壁〉の北に向かう。
エッソスにて
デナーリスは、奴隷商人湾の征服を続け、最大の都市ミーリーンを手中にする。ウェスタロスに帰る前にミーリーンに留まって統治を学ぼうと決意するが、統治の難しさと新しい恋愛と裏切りを経験する。

### 第5シーズン『竜との舞踏』
原作第4部『乱鴉の饗宴』、および第5部『竜との舞踏』をベースにし、第3部『剣嵐の大地』の内容を加えて製作されている。
七王国にて
予言を信じてマージェリーを恐れるサーセイはタイレル家の没落を謀り、〈七神正教〉に軍事組織の復活を許す。マージェリーとロラス・タイレルだけでなく自分もまた逮捕される羽目となり、恥辱を受ける。
ジェイミーはブロンと共にドーンに潜入して危険にさらされたミアセラを救出しようとする。
タイウィン亡きあとラニスター家の弱体化を見通したピーター・ベイリッシュはサンサを連れてウィンターフェルに行き、嫡出子となったラムジーと結婚させるが、サンサは夫に虐待を受ける。スタニスは軍を率いてウィンターフェルに侵攻するが大雪に阻まれる。
〈壁〉と周辺にて
ナイツ・ウォッチの総帥となったジョンは〈野人〉と協力してホワイト・ウォーカーと戦うため、〈壁〉の向こうに旅して数千の〈野人〉を連れ帰る。
エッソスにて
デナーリスはミーリーンの奴隷を解放するもレジスタンスである〈ハーピーの息子たち〉に苦しめられてバリスタン・セルミーを失い、地元の名族と結婚して妥協を図る。ティリオンはデナーリスに仕えるためにヴァリスと旅する途中で、追放されたジョラーに誘拐され、さらには奴隷商人に捕えられるがミーリーンにたどり着きデナーリスの助言者となる。〈ハーピーの息子たち〉に襲われたデナーリスはドロゴンに救われ、その背に乗って荒野に着く。

### 第6シーズン『冬の狂風』
原作者との話し合いにより、当時未刊の原作第6部『冬の狂風』の内容をベースに、原作第4部『乱鴉の饗宴』の内容を加えて製作されている。
七王国にて
サーセイは〈七神正教〉に復讐を謀る。〈火素〉を使って大聖堂を爆破し、ハイ・スパロウをタイレル家ともども殺すが、トメンは自殺し、サーセイは自ら〈鉄の玉座〉に座る。
ドーンでは、ラニスター家に弱腰のドーランがエラリア・サンドのクーデターで殺される。家族を殺されたオレナが復讐のためにマーテル家と同盟する。
ジェイミーは、リヴァーラン城を無血で開城させる。アリアがウォルダー・フレイを殺して母と兄の仇をとる。
〈壁〉と北部にて
ジョン・スノウはメリサンドルの魔術で蘇生し、サンサと再会して〈壁〉から離れる。野人の軍を率いてボルトン軍と戦い、ピーター・ベイリッシュ率いる谷間の軍の助けでウィンターフェルを奪回する。冬が来る中、北部諸侯に推されて〈北の王〉となる。
〈壁〉の向こう側では、ブランが過去を幻視する訓練を積み、ジョンの出生の秘密を知る。
エッソスにて
デナーリスはドスラク人に捕えられるが、奇蹟を見せて支持を得る。ドラゴンを操って、ミーリーンを攻める親方たちの軍を打ち破り、ヤーラおよびシオンと同盟してウェスタロスに戻ろうとする。
アリアはブレーヴォスで暗殺者としての訓練を積み、ウェスタロスに戻る。

### 第7シーズン『氷と炎の歌』
原作者との話し合いにより、当時未刊の原作第6部『冬の狂風』と第7部『A Dream of Spring』の内容をベースに製作されている。これまで独立していたストーリーラインが交わり、登場人物たちが初めて出会い、あるいは再会する。
デナーリスはドラゴンストーンに上陸し、サーセイに対抗して諸名家と同盟する。だがラニスター家の策略とユーロンの艦隊によってタイレル家とマーテル家は崩壊し、ヤーラの艦隊も失われる。デナーリスはタイレル家攻略から戻るラニスター軍を襲い、ドラゴンの力を見せる。
ジョン・スノウはデナーリスに会ってホワイト・ウォーカーとの戦いへの助力を求め、デナーリスは〈壁〉の北に飛んでジョンの危機を救うがドラゴンの一頭ヴィセーリオンを失う。ジョンの連れ帰った〈亡者〉を見せられたサーセイは偽りの休戦を約束する。ブランの幻視で、ジョンがレイガー・ターガリエンとリアナ・スタークの嫡出子エイゴンであることが分かる。
アリアとブランはウィンターフェルに戻り、ジョンの代理を務めるサンサに再会する。サンサはピーター・ベイリッシュを殺人と反逆の罪で処刑させる。
〈夜の王〉が蘇生させたドラゴンを用いて〈壁〉を崩壊させ、死者の大軍が南へ進む。

### 第8シーズン『最終章』
原作者との話し合いにより、当時未刊の原作第6部『冬の狂風』と第7部『A Dream of Spring』の内容をベースに製作されている。
デナーリスとジョンはドスラク軍、〈穢れなき軍団〉、ドラゴンを率いてウィンターフェルに入る。スターク家は結集し、シオン、ジェイミー、ティリオンも加わって死者の軍団を待ち受ける。ジョンは自分の出自を知り、デナーリスに伝える。キングズランディングのサーセイはエッソスの傭兵〈黄金兵団〉を雇うが北に援軍は送らない。死者の軍団は生者の守備軍を圧倒し、ジョラーやシオンは死ぬが、アリアが〈夜の王〉を倒して生者は辛くも勝利を収める。
デナーリスはキングズランディング攻めに向かうが、待ち伏せでドラゴンの一頭を失う。サーセイは民衆を市内に呼び入れ、捕虜にしたミッサンデイを処刑して挑発する。王位継承権の揺らいだデナーリスは恐怖で人々を服従させようとキングズランディングを壊滅させ、多くの民衆とともにサーセイを殺す。デナーリスは捕虜を全員処刑し、さらに戦争を続けて全世界を征服しようとするが、民衆や弟妹たちの安全を気にかけるジョンに刺殺される。有力諸家の会合でブランが北部を除く六王国の王となり、サンサは独立した北部の女王となる。ジョンは再び〈壁〉に送られ、アリアはウェスタロスの西へ航海し、ティリオンは〈王の手〉となる。ドロゴン、〈穢れなき軍団〉、ドスラク軍はエッソスに帰る。

## 登場人物とキャスト（50音順）

### 主要人物
| 役名                       | 説明                                                     | 俳優                                                                           | シーズン | 声優                                       |
| -------------------------- | -------------------------------------------------------- | ------------------------------------------------------------------------------ | -------- | ------------------------------------------ |
| アリア・スターク           | スターク家の次女                                         | メイジー・ウィリアムズ                                                         | 1-8      | 合田絵利                                   |
| イグリット                 | 〈野人〉の女戦士、弓の名手                               | ローズ・レスリー                                                               | 2-4      | 斉藤梨絵                                   |
| ヴァリス                   | スパイの元締めの宦官                                     | コンリース・ヒル                                                               | 1-8      | 西村太佑                                   |
| ヴィセーリス・ターガリエン | ターガリエン家の生き残りの王子                           | ハリー・ロイド                                                                 | 1        | 川中子雅人                                 |
| エダード・スターク         | 通称ネッド。〈北部〉のスターク家当主                     | ショーン・ビーン セバスチャン・クロフト(少年時代) ロバート・アラマヨ(青年時代) | 1,6      | 手塚秀彰 (壮年時代) 中村悠一 (青年時代)    |
| エラリア・サンド           | オベリン・マーテルの愛人                                 | インディラ・ヴァルマ                                                           | 4-7      | 志田有彩                                   |
| カール・ドロゴ             | ドスラク人の族長でデナーリスの夫                         | ジェイソン・モモア                                                             | 1-2      | 木村雅史                                   |
| キャトリン・タリー         | エダード・スタークの妻。タリー家出身                     | ミシェル・フェアリー                                                           | 1-3      | 土井美加                                   |
| グレイ・ワーム             | 〈穢れなき軍団〉の司令官                                 | ジェイコブ・アンダーソン                                                       | 3-8      | 櫻井トオル                                 |
| サーセイ・ラニスター       | ロバート王の妃、ジェイミーと双子                         | レナ・ヘディ ネル・ウィリアムズ(少女時代)                                      | 1-8      | 本田貴子                                   |
| サムウェル・ターリー       | 〈冥夜の守人〉、ジョン・スノウの太った友人               | ジョン・ブラッドリー                                                           | 1-8      | 最上嗣生                                   |
| サンサ・スターク           | スターク家の長女                                         | ソフィー・ターナー                                                             | 1-8      | 津田美波                                   |
| サンダー・クレゲイン       | ラニスター家の家臣、"ハウンド"、グレガーの弟             | ロリー・マッキャン                                                             | 1-4,6-8  | 間宮康弘                                   |
| シェイ                     | エッソス出身の娼婦でティリオンの愛人                     | シベル・ケキリ                                                                 | 1-4      | 木下紗華                                   |
| ジェイミー・ラニスター     | 〈王の盾〉の騎士、サーセイと双子                         | ニコライ・コスター＝ワルドー                                                   | 1-8      | 桐本琢也                                   |
| シオン・グレイジョイ       | グレイジョイ家の世継ぎの男子、スターク家の里子           | アルフィー・アレン                                                             | 1-8      | 川原慶久                                   |
| ジャクェン・フ=ガー        | ブレーヴォス出身の刺客                                   | トム・ヴラシア                                                                 | 2,5-6    | 玉木雅士                                   |
| ジョフリー・バラシオン     | ロバート王とサーセイの長男、後に王                       | ジャック・グリーソン                                                           | 1-4      | 島﨑信長                                   |
| ジョラー・モーモント       | ジオーの息子、デナーリスの家臣                           | イアン・グレン                                                                 | 1-8      | 咲野俊介                                   |
| ジョン・スノウ             | エダードの落とし子、〈冥夜の守人〉                       | キット・ハリントン                                                             | 1-8      | 花輪英司                                   |
| ジリ                       | クラスターの娘であり妻の一人                             | ハンナ・マリー                                                                 | 2-8      | 木下紗華                                   |
| スタニス・バラシオン       | ロバート王の弟、レンリーの兄                             | スティーヴン・ディレイン                                                       | 2-5      | 多田野曜平                                 |
| ダーリオ・ナハーリス       | エッソスの傭兵部隊〈次子〉の司令官                       | エド・スクレイン(S3) ミキール・ハースマン(S4-S6)                               | 3-6      | 玉木雅士(S3) 加瀬康之(S4-)                 |
| タイウィン・ラニスター     | ラニスター家の当主、サーセイらの父                       | チャールズ・ダンス                                                             | 1-5      | 金尾哲夫                                   |
| ダヴォス・シーワース       | スタニスの家臣、元密輸業者、〈玉葱の騎士〉               | リアム・カニンガム                                                             | 2-8      | 志村知幸                                   |
| タリサ・マイギア           | ヴォランティス出身の治療者でロブの妻                     | ウーナ・チャップリン                                                           | 2-3      | 園崎未恵                                   |
| ティリオン・ラニスター     | 小人、サーセイとジェイミーの弟                           | ピーター・ディンクレイジ                                                       | 1-8      | 森川智之                                   |
| デナーリス・ターガリエン   | ターガリエン家の王女、ヴィセーリスの妹                   | エミリア・クラーク                                                             | 1-8      | 清水理沙                                   |
| トアマンド                 | 〈巨人殺し〉。〈野人〉の戦頭                             | クリストファー・ヒヴュ                                                         | 3-8      | 後藤光祐                                   |
| トメン・バラシオン         | ジョフリーとミアセラの弟、後に王                         | Callum Wharry(S1,2) ディーン＝チャールズ・チャップマン（S4-6）                 | 1,2,4-6  | 合田絵利(S1,2) 速水秀之(S4-5) 内田雄馬(S6) |
| ハイ・スパロウ(雀聖下)     | 〈七神正教〉の狂信派〈雀〉の指導者、のちにハイ・セプトン | ジョナサン・プライス                                                           | 5-6      | 樋浦勉                                     |
| バリスタン・セルミー       | 〈王の盾〉の元総帥でデナーリスの家臣                     | イアン・マッケルヒニー                                                         | 1,3-5    | 山本格                                     |
| ピーター・ベイリッシュ     | 蔵相、小貴族の出、"リトルフィンガー"                     | エイダン・ギレン                                                               | 1-7      | 上田燿司                                   |
| ブライエニー               | 巨躯の女性騎士、タース島領主の娘                         | グェンドリン・クリスティー                                                     | 2-8      | 斉藤貴美子                                 |
| ブラン・スターク           | スターク家の次男、下半身不随                             | アイザック・ヘンプステッド＝ライト                                             | 1-4,6-8  | 佐藤美由希(S1-4) 福山潤(S6-8)              |
| ブロン                     | 傭兵にしてティリオンの友人                               | ジェローム・フリン                                                             | 1-8      | 白熊寛嗣                                   |
| マージェリー・タイレル     | タイレル家の長女、レンリー、ジョフリー、トメンの未亡人   | ナタリー・ドーマー                                                             | 2-6      | 東條加那子                                 |
| ミッサンデイ               | デナーリスの通訳                                         | ナタリー・エマニュエル                                                         | 3-8      | 藤井ゆきよ                                 |
| メリサンドル               | 〈光の王〉の女祭司、スタニスに仕える                     | カリス・ファン・ハウテン                                                       | 2-8      | よのひかり                                 |
| ユーロン・グレイジョイ     | シオンの叔父                                             | ピルウ・アスベック                                                             | 6-8      | 中村悠一                                   |
| 〈夜の王〉(ナイト・キング) | ホワイト・ウォーカーの指導者。                           | リチャード・ブレイク(S4-S5) Vladimir Furdik(S6-S8)                             | 4-8      |                                            |
| ラムジー・スノウ           | ルース・ボルトンの落とし子                               | イワン・リオン                                                                 | 3-6      | 小松史法                                   |
| ルース・ボルトン           | スターク家の旗主でドレッドフォート公                     | マイケル・マケルハットン                                                       | 2-6      | 佐々木誠二                                 |
| ロバート・バラシオン       | 七王国の王、エダードの親友                               | マーク・アディ                                                                 | 1        | 浦山迅                                     |
| ロブ・スターク             | スターク家の長男、〈北の王〉                             | リチャード・マッデン                                                           | 1-3      | 川田紳司                                   |

### その他の登場人物
| 役名                             | 説明                                               | 俳優                                                                                  | シーズン | 声優                      |
| -------------------------------- | -------------------------------------------------- | ------------------------------------------------------------------------------------- | -------- | ------------------------- |
| アーサー・デイン                 | マーテル家の旗主デイン家出身の〈王の盾〉。"暁の剣" | ルーク・ロバーツ                                                                      | 6        |                           |
| 〈紅の祭司〉                     | ヴォランティスの〈光の王〉の祭司                   | 福島リラ                                                                              | 5        |                           |
| アニア・ウェインウッド           | アリンの谷間の貴族                                 | パオラ・ディオニソッティ                                                              | 4        | よのひかり                |
| アリオ・ホター                   | ドーラン・マーテルの護衛                           | デオビア・オパレイ                                                                    | 5-6      | 乃村健次                  |
| アリザー・ソーン                 | 〈壁〉の武術師範                                   | オーウェン・ティール                                                                  | 1,4-6    | 山本格(S1) 田中一永(S4-6) |
| アリス・カースターク             | カースターク家の世継ぎ                             | ミーガン・パーキンソン                                                                | 7-8      |                           |
| アルトン・ラニスター             | ジェイミーの従弟                                   | カール・デイヴィース                                                                  | 2        | 櫻井トオル                |
| アンガイ                         | 〈旗印のない兄弟団〉の弓の名手                     | フィリップ・マクギンリー                                                              | 3        | 櫻井トオル                |
| イェッザン                       | ミーリーンの〈偉大なる親方〉                       | エンツォ・クリエンティ                                                                | 5-6      | 烏丸祐一                  |
| イゼンバロ                       | 劇団長にして俳優                                   | リチャード・E・グラント                                                               | 6        | 伊藤和晃                  |
| イリ                             | デナーリスの世話をする奴隷                         | アムリタ・アチャリア                                                                  | 1-2      | 佐藤美由希                |
| イリリオ・モパティス             | ペントスの豪商、デナーリスの庇護者                 | ロジャー・アラム                                                                      | 1        |                           |
| イリーン・ペイン                 | 口のきけない首斬り役人                             | ウィルコ・ジョンソン                                                                  | 1-2      |                           |
| ヴァーラ                         | 〈ハーピーの息子たち〉の味方の娼婦                 | Meena Rayann                                                                          | 6        |                           |
| ヴィセーリオン                   | デナーリスのドラゴン                               |                                                                                       | 1-8      |                           |
| ウォルダー・フレイ               | タリー家の旗主の富裕なフレイ家当主                 | デイビッド・ブラッドリー                                                              | 1,3,6    | 白熊寛嗣                  |
| ウォルダー・リヴァーズ           | ウォルダー公の落とし子                             | ティム・プレスター                                                                    | 3,6      | 櫻井トオル                |
| ウォルダ・フレイ                 | ウォルダー公の孫でルース・ボルトンの妻             | エリザベス・ウェブスター                                                              | 4-6      | 品田美穂                  |
| ウン・ウェグ・ウン・ダール・ウン | ハードホームにいた巨人                             | イアン・ホワイト                                                                      | 5-6      |                           |
| エイモリー・ローチ               | ラニスター家の家臣                                 | フィンタン・マッキィーオン                                                            | 1-2      | 山本格                    |
| エイモン                         | 〈壁〉の盲目のメイスター、ターガリエン家出身       | ピーター・ヴォーン                                                                    | 1,3-5    | 最上嗣生                  |
| エイリス狂王                     | ジェイミーが殺したデナーリスの父                   | デヴィッド・リントウル                                                                | 6        | 乃村健次                  |
| エイロン・グレイジョイ           | ベイロンの末弟で〈溺神〉の祭司                     | マイケル・フィースト                                                                  | 6        | 木村雅史                  |
| エディソン・トレット             | ドロラス・エッド、〈冥夜の守人〉の雑士             | ベン・クロンプトン                                                                    | 2-8      | 白川周作                  |
| エドミュア・タリー               | タリー家の長男でキャトリンの弟                     | トビアス・メンジーズ                                                                  | 3,6,8    | 遠藤純一                  |
| エブローズ                       | アーチメイスター                                   | ジム・ブロードベント                                                                  | 7        |                           |
| オシャ                           | 元〈野人〉でスターク家の召使                       | ナタリア・テナ                                                                        | 1-3,6    | 品田美穂                  |
| オセル・ヤーウィック             | 〈壁〉の工士長                                     | ブライアン・フォーチュン                                                              | 1,4-6    | 間宮康弘                  |
| オバラ・サンド                   | オベリンの落とし子の娘〈砂蛇〉                     | ケイシャ・キャッスル＝ヒューズ                                                        | 5-7      | 品田美穂                  |
| オベリン・マーテル               | ドーン領主ドーラン・マーテルの弟                   | ペドロ・パスカル                                                                      | 4        | 奥田啓人                  |
| オリー                           | 〈野人〉に襲われた村の少年                         | ブレノック・オコーナー                                                                | 4-6      | 合田絵利                  |
| オリヴァー                       | ベイリッシュのスパイで男娼                         | ウィル・テューダー                                                                    | 3-5      | 白川周作                  |
| オルネラ                         | デナーリスと親しくなるドスラク人の寡婦             | Hannah John-Kamen                                                                     | 6        | 佐藤美由希                |
| オレナ・レッドワイン             | マージェリーの祖母、〈茨の女王〉                   | ダイアナ・リグ                                                                        | 3-7      | 片岡富枝                  |
| オレル                           | 〈野人〉の皮装者                                   | マッケンジー・クルック                                                                | 3        | 烏丸祐一                  |
| カーシ                           | ハードホームの〈野人〉の指導者                     | ビルギッテ・ソレンセン                                                                | 5        | 皆川純子                  |
| カール・ジャークォ               | ドスラク人の族長                                   | Joe Naufahu                                                                           | 6        |                           |
| カール・タナー                   | 〈冥夜の守人〉の反逆者                             | バーン・ゴーマン                                                                      | 3-4      | 山本格                    |
| カール・モロ                     | デナーリスを捕えるドスラク人の族長                 | ジョー・ナウファフー                                                                  | 6        | 白熊寛嗣                  |
| 鎧骨公                           | 〈野人〉の戦頭で骨の鎧を着る                       | Edward Dogliani ロス・オヘネシー                                                      | 2-3, 5   | 西村太佑                  |
| 蛙のマギー                       | 少女時代のサーセイの未来を占った女                 | ジョディ・メイ                                                                        | 5        | 杉浦慶子                  |
| カメーロ                         | イゼンバロの劇団員でエダード役を演じる             | Kevin Eldon                                                                           | 6        |                           |
| キンヴァラ                       | ヴォランティスの〈紅の祭司〉の長                   | アニア・バクシュタイン                                                                | 6        | 沢城みゆき                |
| クァイバーン                     | 人体実験で除名された元メイスター                   | アントン・レッサー                                                                    | 3-8      | 伊藤和晃                  |
| クェイス                         | 木の仮面をつけた女予言者                           | Laura Pradelska                                                                       | 2        |                           |
| クォーリン                       | 〈冥夜の守人〉の哨士。二本指のクォーリン           | サイモン・アームストロング                                                            | 2        | 石住昭彦                  |
| クラスター                       | 娘を妻とし大家族を率いる〈野人〉                   | ロバート・パフ                                                                        | 2-3      | 間宮康弘                  |
| クラズニス                       | アスタポアの奴隷商人                               | ダン・ヒルデブランド                                                                  | 3        |                           |
| グレイウィンド                   | ロブのダイアウルフ                                 |                                                                                       | 1-3      |                           |
| グレイトジョン                   | スターク家の旗主、ジョン・アンバー                 | クライブ・マントル                                                                    | 1        |                           |
| クレイン                         | サーセイを演じる女優                               | エッシー・デイヴィス                                                                  | 6        | 皆川純子                  |
| グレガー・クレゲイン             | ラニスター家の家臣 "マウンテン"、サンダーの兄      | コナン・スティーヴンス(S1) イアン・ホワイト(S2) ハフソー・ユリウス・ビョルンソン(S4-) | 1,2,4-8  | 白熊寛嗣                  |
| グレン                           | 〈冥夜の守人〉、ジョンの友                         | Mark Stanley                                                                          | 1-4      | 玉木雅士                  |
| ケヴァン・ラニスター             | 西部の領主タイウィン・ラニスターの弟               | イアン・ゲルダー                                                                      | 1,2,5-6  | 櫻井トオル                |
| ケニング                         | モウト(要塞)・ケイリンを占領する鉄諸島人の指揮官   | Grahame Fox                                                                           | 4        | 烏丸祐一                  |
| ゴースト                         | ジョン・スノウの白子のダイアウルフ                 |                                                                                       | 1-8      |                           |
| 香辛料の王                       | クァースの実力者                                   | Nicholas Blane                                                                        | 2        | かぬか光明                |
| サマー                           | ブランのダイアウルフ                               |                                                                                       | 1-6      |                           |
| サラドール・サーン               | スタニスに味方する海賊                             | ルシアン・ムサマティ                                                                  | 2-5      | 西村太佑                  |
| ザロ・ゾアン・ダクソス           | クァースの豪商で〈十三人組〉のひとり               | ノンソー・アノジー                                                                    | 2        | 間宮康弘                  |
| ザンラッシュ                     | ミーリーンの〈紅の祭司〉                           | Gerald Lepkowski                                                                      | 6        | 田中一永                  |
| ジェロルド・ハイタワー           | 〈ロバートの反乱〉時の〈王の盾〉総帥               | Eddie Eyre                                                                            | 6        |                           |
| ジェンドリー                     | ロバート王の落とし子、アリアの友                   | ジョー・デンプシー                                                                    | 1-4,7-8  | 櫻井トオル                |
| ジオー・モーモント               | 〈冥夜の守人〉の総帥、ジョラーの父                 | ジェームズ・コスモ                                                                    | 1-3      | 木村雅史                  |
| シャギードッグ                   | リコンのダイアウルフ                               |                                                                                       | 1-3      |                           |
| ジャノス・スリント               | 〈王都の守人〉総帥で後に〈冥夜の守人〉             | Dominic Carter                                                                        | 1-2,4-5  |                           |
| ジョノス・ブラッケン             | タリー家の旗主                                     | Gerry O'Brien                                                                         | 1        | 山本格                    |
| ジョジェン・リード               | ブランの旅の仲間、ミーラの弟                       | トーマス・サングスター                                                                | 3-4      | 小松史法                  |
| ジョン・アリン                   | 前任の〈王の手〉                                   | ジョン・スタンディング                                                                | 1        |                           |
| ジョン・アンバー                 | スターク家の旗主アンバー家の当主                   | クライブ・マントル                                                                    | 1        | 間宮康弘                  |
| シリーン・バラシオン             | スタニスとセリースの娘で灰鱗病を患う               | ケリー・イングラム                                                                    | 3-5      | 藤井ゆきよ                |
| シリオ・フォレル                 | ブレーヴォス出身のアリアの剣の師                   | Miltos Yerolemou                                                                      | 1        | 最上嗣生                  |
| スター                           | 〈壁〉の北のゼン族の族長(マグナー)                 | Yuri Kolokolnikov                                                                     | 4        | 乃村健次                  |
| スモールジョン・アンバー         | スターク家の旗主アンバー家の一員                   | Dean S. Jagger                                                                        | 6        |                           |
| セプタ・ユネラ                   | 〈七神正教〉の修道女                               | ハンナ・ワディンガム                                                                  | 5-6      | 杉浦慶子                  |
| セリース・フロレント             | スタニスの妻。フロレント家の出身                   | タラ・フィッツジェラルド                                                              | 2-5      | 斉藤貴美子                |
| タイエニー・サンド               | オベリンの落とし子の娘〈砂蛇〉、エラリアの娘       | ロザベル・ラウレンティ・セラーズ                                                      | 5-7      | Lynn                      |
| ダグマー                         | シオン・グレイジョイを助ける鉄諸島人               | ラルフ・アイネソン                                                                    | 2        | 佐々木誠二                |
| タラ・ターリー                   | サムウェル・ターリーの妹                           | レベッカ・ベンソン                                                                    | 6        | 佐藤美由希                |
| ティコ・ネストリス               | ブレーヴォスの〈鉄の銀行〉の行員                   | マーク・ゲイティス                                                                    | 4-5,7    | 田中一永                  |
| ディコン・ターリー               | サムウェル・ターリーの弟                           | フレディー・ストローマ(S6) トム・ホッパー(S7)                                         | 6-7      | 増元拓也                  |
| デニス・マリスター               | 〈壁〉の指揮官の一人                               | J・J・マーフィー                                                                      | 5        |                           |
| ドーラン・マーテル               | ドーンの最上位の名家マーテル家の長                 | アレクサンダー・シディグ                                                              | 5-6      | 木下浩之                  |
| 賭博師                           | アリアが狙うブレーヴォスの保険屋                   | Oengus MacNamara                                                                      | 5        | 烏丸祐一                  |
| ドリア                           | デナーリスの侍女                                   | ロクサーヌ・マッキー                                                                  | 1-2      | 合田絵利                  |
| トリスタン・マーテル             | ドーランの長男、ミアセラの婚約者                   | トビー・セバスチャン                                                                  | 5-6      | 畠中祐                    |
| ドロゴン                         | デナーリスの最大のドラゴン                         |                                                                                       | 1-8      |                           |
| ドロラス・エッド                 | エディソン・トレット、〈冥夜の守人〉の雑士         | ベン・クロンプトン                                                                    | 2-       | 白川周作                  |
| ドントス・ホラード               | 道化の身分に落とされた騎士                         | トニー・ウェイ                                                                        | 2,4      |                           |
| ナイメリア                       | アリアのダイアウルフ                               |                                                                                       | 1,7      |                           |
| ナイメリア・サンド               | オベリンの落とし子の娘〈砂蛇〉                     | ジェシカ・ヘンウィック                                                                | 5-7      | 森なな子                  |
| ネッド・アンバー                 | アンバー家の世継ぎ                                 | Harry Grasby                                                                          | 7-8      |                           |
| パイアット・プリー               | クァースの黒魔導師で〈十三人組〉の一人             | イアン・ハンモア                                                                      | 2        | 岩崎ひろし                |
| ハイ・セプトン                   | 〈七神正教〉の総司祭                               | Paul Bentley                                                                          | 5        | 間宮康弘                  |
| パイセル                         | 王に仕えるグランド・メイスター                     | ジュリアン・グローヴァー                                                              | 1-6      | 白熊寛嗣                  |
| バイター                         | 〈壁〉に連れて行かれる囚人、                       | ジェラード・ジョーダン                                                                | 2,4      |                           |
| バウエン・マーシュ               | 〈壁〉の雑士長                                     | マイケル・コンドロン                                                                  | 5-6      | 烏丸祐一                  |
| ハウランド・リード               | エダードの戦友、スターク家の旗主                   | Leo Woodruff                                                                          | 6        |                           |
| ハラルド・カースターク           | リカードの息子で父の死後カースターク公             | Paul Rattray                                                                          | 6        | 増元拓也                  |
| ハリー・ストリックランド         | エッソスの傭兵軍団〈黄金兵団〉の指揮官             | Marc Rissman                                                                          | 8        |                           |
| ビアンカ                         | イゼンバロの劇団員でサンサ役を演じる               | Eline Powell                                                                          |          | 佐藤美由希                |
| ヒズダール・ゾ・ロラク           | 裕福なミーリーンの貴人                             | ジョエル・フライ                                                                      | 4-5      | 玉木雅士                  |
| ピップ                           | 〈冥夜の守人〉、ジョンの友                         | ジョセフ・アルティン                                                                  | 1,3,4    | 櫻井トオル                |
| ブリンデン・タリー               | キャトリンの叔父、"ブラックフィッシュ"             | クライヴ・ラッセル                                                                    | 3,6      | 伊藤和晃                  |
| 〈浮浪児〉                       | 〈顔のない男たち〉の徒弟の娘                       | フェイ・マーセイ                                                                      | 5-6      | 大津愛理                  |
| ベイロン・グレイジョイ           | 〈鉄諸島〉のグレイジョイ家当主                     | パトリック・マラハイド                                                                | 2-3,6    |                           |
| ベリック・ドンダリオン           | 無法者集団〈旗印のない兄弟団〉の長                 | David Scott(S1) リチャード・ドーマー(S3,6)                                            | 1,3,6-8  | 土田大                    |
| ベンジェン・スターク             | 〈冥夜の守人〉の哨士長。エダードの弟               | ジョゼフ・マウル Matteo Elezi(少年時代)                                               | 1,6      | 木村雅史                  |
| ホーダー                         | スターク家の召使、巨躯で知恵遅れ                   | クリスチャン・ナイアン Sam Coleman(少年時代)                                          | 1-4,6    | 山本格                    |
| ホスター・タリー                 | タリー家の長。キャトリンらの父                     | クリス・ニューマン                                                                    | 3        |                           |
| ホット・パイ                     | パン屋の息子でアリアの道連れ                       | ベン・ホーキー                                                                        | 1-4,7    | 品田美穂                  |
| ポドリック・ペイン               | ティリオンの従者                                   | ダニエル・ポートマン                                                                  | 2-8      | 白川周作                  |
| ボボーノ                         | イゼンバロの劇団員でティリオン役を演じる           | Leigh Gill                                                                            | 6        | 烏丸祐一                  |
| ポリヴァー                       | ロミーを殺したラニスター家の家来                   | アンディ・ケリガー                                                                    | 2,4      | 上田耀司                  |
| マーリン・トラント               | 〈王の盾〉の騎士                                   | イアン・ビーティー                                                                    | 1-5      | 白熊寛嗣                  |
| マットス・シーワース             | ダヴォス・シーワースの息子                         | Kerr Logan                                                                            | 2        | 白川周作                  |
| マルコ                           | 奴隷商人の頭                                       | アドウェール・アキノエ＝アグバエ                                                      | 5        | 間宮康弘                  |
| マンス・レイダー                 | 〈野人〉の王、〈壁の向こうの王〉                   | キアラン・ハインズ                                                                    | 3-5      | 菅生隆之                  |
| マンドン・ムーア                 | 〈王の盾〉の騎士、ティリオンを襲う                 | James Doran                                                                           | 1-2      |                           |
| ミーラ・リード                   | ブランの旅の仲間、ジョジェンの姉                   | エリー・ケンドリック                                                                  | 3-4,6-   | 堀井千砂                  |
| ミアのソロス                     | 〈光の王〉の祭司、〈旗印のない兄弟団〉             | ポール・ケイ                                                                          | 3,6-7    | 遠藤純一                  |
| ミアセラ・バラシオン             | ジョフリーの妹、トメンの姉                         | Aimee Richardson(S1-2) ネル・タイガー・フリー(S5)                                     | 1,2,5    | 佐藤美由希                |
| 〈三つ目の鴉〉                   | ブランの夢に繰り返し現れる存在                     | ストルアン・ロジャー(S4) マックス・フォン・シドー(S6)                                 | 4,6      | 宝亀克寿                  |
| ミランダ                         | ラムジーの残虐な召使にして愛人                     | シャーロット・ホープ                                                                  | 3-6      | 佐藤美由希                |
| ミリ・マズ・ドゥール             | ラザール人の治療者で妖女                           | ミア・ソテリュー                                                                      | 1        | 西宏子                    |
| メイス・タイレル                 | 河間平野(リーチ)の領主                             | ロジャー・アシュトン゠グリフィス                                                      | 4-6      | 木村雅史                  |
| メイスター・ルーウィン           | スターク家に仕えるメイスター                       | ドナルド・サンプター                                                                  | 1-2      | 上田燿司                  |
| メレッサ・ターリー               | ランディル・ターリーの妻、サムの母                 | サマンサ・スパイロ                                                                    | 6        | 堀越真己                  |
| モサドール                       | デナーリスに仕えるミーリーンの元奴隷               | リース・ノイ                                                                          | 4-5      |                           |
| ヤーラ・グレイジョイ             | シオンの姉、原作ではアシャ                         | ジェンマ・ウィーラン                                                                  | 2-4,6-8  | 永吉ユカ                  |
| ヨーレン                         | 〈冥夜の守人〉の新兵募集係                         | フランシス・マギー                                                                    | 1-2      | 最上嗣生                  |
| ヨーン・ロイス                   | アリンの谷間の貴族                                 | ルパート・ヴァンシタート                                                              | 4-       | 間宮康弘                  |
| ライサ・タリー                   | キャトリンの妹、ジョン・アリンの妻                 | ケイト・ディッキー                                                                    | 1,4      | 坂井恭子                  |
| ラカーロ                         | デナーリスに仕えるドスラク人                       | エリス・ガベル                                                                        | 1-2      |                           |
| ラスト                           | 〈冥夜の守人〉の反乱者                             | Luke McEwan                                                                           | 1,3,4    | 西村太佑                  |
| ランセル・ラニスター             | ケヴァンの息子でサーセイらの従兄弟                 | ユージン・サイモン                                                                    | 1-2,5-6  | 玉木雅士                  |
| ランディル・ターリー             | サムの父、タイレル家の旗主でホーンヒルの領主       | ジェームズ・フォークナー                                                              | 6-7      | 天田益男                  |
| リーフ (木の葉)                  | ブランの一行を救う森の子ら                         | Octavia Alexandru(S4) カエ・アレキサンダー(S6)                                        | 4,6      | Lynn                      |
| リアナ・スターク                 | エダードの妹                                       | Cordelia Hill(少女期) アシュリン・フランシオーシ(青年期)                              | 6        | 佐藤美由希                |
| リアナ・モーモント               | 〈熊の島〉の幼い女領主、ジョラーの従妹             | ベラ・ラムジー                                                                        | 6-8      | 佐藤美由希                |
| リカード・スターク               | エダードの父                                       | Wayne Foskett                                                                         | 6        |                           |
| リカード・カースターク           | スターク家の旗主カースターク家の長                 | Steven Blount (S1) John Stahl (S2-3)                                                  | 1-3      | 木村雅史                  |
| リコン・スターク                 | スターク家の末息子                                 | アート・パーキンソン                                                                  | 1-3,6    | 清水理沙                  |
| レイ                             | 〈谷間〉で小集団を率いる司祭                       | イアン・マクシェーン                                                                  | 6        | 岩崎ひろし                |
| レイガー・ターガリエン           | デナーリス、ヴィセーリスの兄                       | Wilf Scolding                                                                         | 7        |                           |
| レイガル                         | デナーリスのドラゴン                               |                                                                                       | 1-8      |                           |
| レディ                           | サンサのダイアウルフ                               |                                                                                       | 1        |                           |
| レンリー・バラシオン             | ロバート王の末弟                                   | ゲシン・アンソニー                                                                    | 1-2      | 櫻井トオル                |
| ローサー・フレイ                 | ウォルダー公の息子                                 | Daniel Tuite                                                                          | 3,6      | 烏丸祐一                  |
| ロージ                           | 〈壁〉に連れて行かれる囚人                         | アンディ・ベックウィズ                                                                | 2,4      | 西村太佑                  |
| ロス                             | ベイリッシュのスパイの娼婦                         | エスメ・ビアンコ                                                                      | 1-3      | 坂井恭子                  |
| ロズリン・フレイ                 | ウォルダー公の娘でエドミュアの妻                   | アレキサンドラ・ドーリング                                                            | 3        |                           |
| ロック                           | ボルトン家の家臣                                   | ノア・テイラー                                                                        | 3-4      | 烏丸祐一                  |
| ロドリック・カッセル             | スターク家の武術師範                               | ロン・ドナキー                                                                        | 1-2      | 西村太佑                  |
| ロビン・アリン                   | ジョン・アリンとライサの息子、原作ではロバート     | リノ・ファシオリ                                                                      | 1,4-6,8  | 畠中祐                    |
| ロベット・グローヴァー           | ディープウッド・モットの領主                       | ティム・マッキナリー                                                                  | 6-7      | 乃村健次                  |
| ロボダ                           | ハードホームのゼン族の指導者                       | ザハリ・バハロフ                                                                      | 5        | 広田みのる                |
| ロラス・タイレル                 | マージェリーの兄、〈花の騎士〉                     | フィン・ジョーンズ                                                                    | 1-6      | 川原慶久                  |
| ロリス・ストークワース           | ブロンの婚約者、城主の次女                         | Elizabeth Cadwallader                                                                 | 5        | 品田美穂                  |
| ワイマン・マンダリー             | スターク家の旗主、ホワイトハーバーの領主           | ショーン・ブロワーズ                                                                  | 6        | 山本格                    |

## エピソード
| シーズン | シーズン | エピソード | 初回放送日    | 初回放送日    | DVDとBlu-ray発売日 | DVDとBlu-ray発売日   |
| シーズン | シーズン | エピソード | 合衆国        | 日本          | リージョン1        | 日本語版 リージョン2 |
| -------- | -------- | ---------- | ------------- | ------------- | ------------------ | -------------------- |
|          | 1        | 10         | 2011年4月17日 | 2013年1月19日 | 2012年3月6日       | 2013年7月17日        |
|          | 2        | 10         | 2012年4月1日  | 2013年7月28日 | 2013年2月19日      | 2013年12月4日        |
|          | 3        | 10         | 2013年3月31日 | 2014年4月20日 | 2014年2月1日       | 2014年9月3日         |
|          | 4        | 10         | 2014年4月6日  | 2014年7月27日 | 2015年2月17日      | 2015年6月17日        |
|          | 5        | 10         | 2015年4月12日 | 2015年8月27日 | 2016年3月15日      | 2016年5月3日         |
|          | 6        | 10         | 2016年4月24日 | 2016年4月25日 | 2016年11月15日     | 2016年11月16日       |
|          | 7        | 7          | 2017年7月16日 | 2017年7月17日 | 2017年12月12日     | 2017年12月16日       |
|          | 8        | 6          | 2019年4月14日 | 2019年4月15日 | 2019年12月3日      | 2019年12月4日        |

### 第1シーズン 『七王国戦記』
| No. | #  | 日本語題 原題                                           | 監督                   | 脚本                                                           | 合衆国放送日 日本放送日     | 合衆国 視聴者数 |
| --- | -- | ------------------------------------------------------- | ---------------------- | -------------------------------------------------------------- | --------------------------- | --------------- |
| 1   | 1  | "冬来たる" Winter Is Coming"                            | ティム・ヴァン・パタン | デイヴィッド・ベニオフ & D・B・ワイス                          | 2011年4月17日 2013年1月19日 | 2.22            |
| 2   | 2  | "王の道" The Kingsroad"                                 | ティム・ヴァン・パタン | デイヴィッド・ベニオフ & D・B・ワイス                          | 2011年4月24日 2013年1月19日 | 2.20            |
| 3   | 3  | "冥夜の守人" Lord Snow"                                 | ブライアン・カーク     | デイヴィッド・ベニオフ & D・B・ワイス                          | 2011年5月1日 2013年2月10日  | 2.44            |
| 4   | 4  | "壊れたものたち" Cripples, Bastards, and Broken Things" | ブライアン・カーク     | ブライアン・コグマン                                           | 2011年5月8日 2013年2月17日  | 2.45            |
| 5   | 5  | "狼と獅子" The Wolf and the Lion"                       | ブライアン・カーク     | デイヴィッド・ベニオフ & D・B・ワイス                          | 2011年5月15日 2013年2月24日 | 2.58            |
| 6   | 6  | "黄金の冠" A Golden Crown"                              | ダニエル・ミナハン     | ジェーン・エスペンソン & デイヴィッド・ベニオフ & D・B・ワイス | 2011年5月22日 2013年3月3日  | 2.44            |
| 7   | 7  | "勝つか死ぬか" You Win or You Die"                      | ダニエル・ミナハン     | デイヴィッド・ベニオフ & D・B・ワイス                          | 2011年5月29日 2013年3月10日 | 2.40            |
| 8   | 8  | "進軍" The Pointy End"                                  | ダニエル・ミナハン     | ジョージ・R・R・マーティン                                     | 2011年6月5日 2013年3月17日  | 2.72            |
| 9   | 9  | "ベイラー大聖堂" Baelor"                                | アラン・テイラー       | デイヴィッド・ベニオフ & D・B・ワイス                          | 2011年6月12日 2013年3月24日 | 2.66            |
| 10  | 10 | "炎と血" Fire and Blood"                                | アラン・テイラー       | デイヴィッド・ベニオフ & D・B・ワイス                          | 2011年6月19日 2013年3月31日 | 3.04            |

### 第2シーズン 『王国の激突』
| No. | #  | 日本語題 原題                          | 監督                   | 脚本                                  | 合衆国放送日 日本放送日     | 合衆国 視聴者数 |
| --- | -- | -------------------------------------- | ---------------------- | ------------------------------------- | --------------------------- | --------------- |
| 11  | 1  | "王の乱立" The North Remembers"        | アラン・テイラー       | デイヴィッド・ベニオフ & D・B・ワイス | 2012年4月1日 2013年7月28日  | 3.86            |
| 12  | 2  | "粛清" The Night Lands"                | アラン・テイラー       | デイヴィッド・ベニオフ & D・B・ワイス | 2012年4月8日 2013年8月4日   | 3.76            |
| 13  | 3  | "鉄の決意" What Is Dead May Never Die" | アリク・サカロフ       | ブライアン・コグマン                  | 2012年4月15日 2013年8月11日 | 3.77            |
| 14  | 4  | "光と影" Garden of Bones"              | デヴィッド・ペトラルカ | ヴァネッサ・テイラー                  | 2012年4月22日 2013年8月18日 | 3.65            |
| 15  | 5  | "ハレンの巨城" The Ghost of Harrenhal" | デヴィッド・ペトラルカ | デイヴィッド・ベニオフ & D・B・ワイス | 2012年4月29日 2013年8月25日 | 3.90            |
| 16  | 6  | "古今の神々" The Old Gods and the New" | デヴィッド・ナッター   | ヴァネッサ・テイラー                  | 2012年5月6日 2013年9月1日   | 3.88            |
| 17  | 7  | "義なき男" A Man Without Honor"        | デヴィッド・ナッター   | デイヴィッド・ベニオフ & D・B・ワイス | 2012年5月13日 2013年9月8日  | 3.69            |
| 18  | 8  | "決戦前夜" The Prince of Winterfell"   | アラン・テイラー       | デイヴィッド・ベニオフ & D・B・ワイス | 2012年5月20日 2013年9月15日 | 3.86            |
| 19  | 9  | "ブラックウォーターの戦い" Blackwater" | ニール・マーシャル     | ジョージ・R・R・マーティン            | 2012年5月27日 2013年9月22日 | 3.38            |
| 20  | 10 | "勝者" Valar Morghulis"                | アラン・テイラー       | デイヴィッド・ベニオフ & D・B・ワイス | 2012年6月3日 2013年9月29日  | 4.20            |

### 第3シーズン 『戦乱の嵐-前編-』
| No. | #  | 日本語題 原題                              | 監督                   | 脚本                                  | 合衆国放送日 日本放送日     | 合衆国 視聴者数 |
| --- | -- | ------------------------------------------ | ---------------------- | ------------------------------------- | --------------------------- | --------------- |
| 21  | 1  | "新たな時代" Valar Dohaeris"               | ダニエル・ミナハン     | デイヴィッド・ベニオフ & D・B・ワイス | 2013年3月31日 2014年4月20日 | 4.37            |
| 22  | 2  | "三つ目の鴉" Dark Wings, Dark Words"       | ダニエル・ミナハン     | ヴァネッサ・テイラー                  | 2013年4月7日 2014年4月27日  | 4.27            |
| 23  | 3  | "処罰の道" Walk of Punishment"             | デイヴィッド・ベニオフ | デイヴィッド・ベニオフ & D・B・ワイス | 2013年4月14日 2014年5月4日  | 4.72            |
| 24  | 4  | "穢れなき軍団" And Now His Watch Is Ended" | アレックス・グレイヴス | デイヴィッド・ベニオフ & D・B・ワイス | 2013年4月21日 2014年5月11日 | 4.87            |
| 25  | 5  | "炎の口づけ" Kissed by Fire"               | アレックス・グレイヴス | ブライアン・コグマン                  | 2013年4月28日 2014年5月18日 | 5.35            |
| 26  | 6  | "登壁" The Climb"                          | アリク・サカロフ       | デイヴィッド・ベニオフ & D・B・ワイス | 2013年5月5日 2014年5月25日  | 5.50            |
| 27  | 7  | "女剣士と熊" The Bear and the Maiden Fair" | ミシェル・マクラーレン | ジョージ・R・R・マーティン            | 2013年5月12日 2014年6月1日  | 4.84            |
| 28  | 8  | "次子-セカンドサンズ-" Second Sons"        | ミシェル・マクラーレン | デイヴィッド・ベニオフ & D・B・ワイス | 2013年5月19日 2014年6月8日  | 5.13            |
| 29  | 9  | "キャスタミアの雨" The Rains of Castamere" | デヴィッド・ナッター   | デイヴィッド・ベニオフ & D・B・ワイス | 2013年6月2日 2014年6月15日  | 5.22            |
| 30  | 10 | "次なる戦いへ" Mhysa"                      | デヴィッド・ナッター   | デイヴィッド・ベニオフ & D・B・ワイス | 2013年6月9日 2014年6月22日  | 5.39            |

### 第4シーズン 『戦乱の嵐-後編-』
| No. | #  | 日本語題 原題                            | 監督                   | 脚本                                  | 合衆国放送日 日本放送日     | 合衆国 視聴者数 |
| --- | -- | ---------------------------------------- | ---------------------- | ------------------------------------- | --------------------------- | --------------- |
| 31  | 1  | "二本の剣" Two Swords"                   | D・B・ワイス           | デイヴィッド・ベニオフ & D・B・ワイス | 2014年4月6日 2014年7月27日  | 6.60            |
| 32  | 2  | "獅子と薔薇" The Lion and the Rose"      | アレックス・グレイヴス | ジョージ・R・R・マーティン            | 2014年4月13日 2014年8月3日  | 6.31            |
| 33  | 3  | "奴隷解放者" Breaker of Chains"          | アレックス・グレイヴス | デイヴィッド・ベニオフ & D・B・ワイス | 2014年4月20日 2014年8月10日 | 6.60            |
| 34  | 4  | "誓約を果たすもの" Oathkeeper"           | ミシェル・マクラーレン | ブライアン・コグマン                  | 2014年4月27日 2014年8月17日 | 6.95            |
| 35  | 5  | "新王誕生" First of His Name"            | ミシェル・マクラーレン | デイヴィッド・ベニオフ & D・B・ワイス | 2014年5月4日 2014年8月24日  | 7.16            |
| 36  | 6  | "裁判" The Laws of Gods and Men"         | アリク・サカロフ       | ブライアン・コグマン                  | 2014年5月11日 2014年8月31日 | 6.40            |
| 37  | 7  | "月の扉" Mockingbird"                    | アリク・サカロフ       | デイヴィッド・ベニオフ & D・B・ワイス | 2014年5月18日 2014年9月7日  | 7.20            |
| 38  | 8  | "山と毒蛇" The Mountain and the Viper"   | アレックス・グレイヴス | デイヴィッド・ベニオフ & D・B・ワイス | 2014年6月1日 2014年9月14日  | 7.17            |
| 39  | 9  | "黒の城の死闘" The Watchers on the Wall" | ニール・マーシャル     | デイヴィッド・ベニオフ & D・B・ワイス | 2014年6月8日 2014年9月21日  | 6.95            |
| 40  | 10 | "世継ぎたち" The Children"               | アレックス・グレイヴス | デイヴィッド・ベニオフ & D・B・ワイス | 2014年6月15日 2014年9月28日 | 7.10            |

### 第5シーズン 『竜との舞踏』
| No. | #  | 日本語題 原題                               | 監督                 | 脚本                                  | 合衆国放送日 日本放送日      | 合衆国 視聴者数 |
| --- | -- | ------------------------------------------- | -------------------- | ------------------------------------- | ---------------------------- | --------------- |
| 41  | 1  | "新たな戦いの幕開け" The Wars to Come"      | マイケル・スロヴィス | デイヴィッド・ベニオフ & D・B・ワイス | 2015年4月12日 2015年8月27日  | 8.00            |
| 42  | 2  | "黒と白の館" The House of Black and White"  | マイケル・スロヴィス | デイヴィッド・ベニオフ & D・B・ワイス | 2015年4月19日 2015年9月3日   | 6.81            |
| 43  | 3  | "雀聖下" High Sparrow"                      | マーク・マイロッド   | デイヴィッド・ベニオフ & D・B・ワイス | 2015年4月26日 2015年9月10日  | 6.71            |
| 44  | 4  | "ハーピーの息子たち" The Sons of the Harpy" | マーク・マイロッド   | デイブ・ヒル                          | 2015年5月3日 2015年9月17日   | 6.82            |
| 45  | 5  | "壁の決断" Kill the Boy"                    | ジェレミー・ポデスワ | ブライアン・コグマン                  | 2015年5月10日 2015年9月24日  | 6.56            |
| 46  | 6  | "父の仇" Unbowed, Unbent, Unbroken"         | ジェレミー・ポデスワ | ブライアン・コグマン                  | 2015年5月17日 2015年10月1日  | 6.24            |
| 47  | 7  | "贈り物" The Gift"                          | ミゲル・サポチニク   | デイヴィッド・ベニオフ & D・B・ワイス | 2015年5月24日 2015年10月8日  | 5.40            |
| 48  | 8  | "堅牢な家" Hardhome"                        | ミゲル・サポチニク   | デイヴィッド・ベニオフ & D・B・ワイス | 2015年5月31日 2015年10月15日 | 7.01            |
| 49  | 9  | "竜の舞踏" The Dance of Dragons"            | デヴィッド・ナッター | デイヴィッド・ベニオフ & D・B・ワイス | 2015年6月7日 2015年10月22日  | 7.14            |
| 50  | 10 | "慈母の慈悲" Mother's Mercy"                | デヴィッド・ナッター | デイヴィッド・ベニオフ & D・B・ワイス | 2015年6月14日 2015年10月29日 | 8.11            |

### 第6シーズン 『冬の狂風』
日本では、第6シーズンはアメリカ東海岸と同時である月曜朝10時から世界最速で放送された。
| No. | #  | 日本語題 原題                            | 監督                   | 脚本                                  | 合衆国放送日 日本放送日     | 合衆国 視聴者数 |
| --- | -- | ---------------------------------------- | ---------------------- | ------------------------------------- | --------------------------- | --------------- |
| 51  | 1  | "紅の女" The Red Woman"                  | ジェレミー・ポデスワ   | デイヴィッド・ベニオフ & D・B・ワイス | 2016年4月24日 2016年4月25日 | 7.94            |
| 52  | 2  | "故郷" Home"                             | ジェレミー・ポデスワ   | デイブ・ヒル                          | 2016年5月1日 2016年5月2日   | 7.29            |
| 53  | 3  | "背任者" Oathbreaker"                    | ダニエル・サックハイム | デイヴィッド・ベニオフ & D・B・ワイス | 2016年5月8日 2016年5月9日   | 7.28            |
| 54  | 4  | "異客の書" Book of the Stranger"         | ダニエル・サックハイム | デイヴィッド・ベニオフ & D・B・ワイス | 2016年5月15日 2016年5月16日 | 7.82            |
| 55  | 5  | "扉" The Door"                           | ジャック・ベンダー     | デイヴィッド・ベニオフ & D・B・ワイス | 2016年5月22日 2016年5月23日 | 7.89            |
| 56  | 6  | "血盟の血" Blood of My Blood"            | ジャック・ベンダー     | ブライアン・コグマン                  | 2016年5月29日 2016年5月30日 | 6.71            |
| 57  | 7  | "砕かれし者" The Broken Man"             | マーク・マイロッド     | ブライアン・コグマン                  | 2016年6月5日 2016年6月6日   | 7.80            |
| 58  | 8  | "誰でもない者" No One"                   | マーク・マイロッド     | デイヴィッド・ベニオフ & D・B・ワイス | 2016年6月12日 2016年6月13日 | 7.60            |
| 59  | 9  | "落とし子の戦い" Battle of the Bastards" | ミゲル・サポチニク     | デイヴィッド・ベニオフ & D・B・ワイス | 2016年6月19日 2016年6月20日 | 7.66            |
| 60  | 10 | "冬の狂風" The Winds of Winter"          | ミゲル・サポチニク     | デイヴィッド・ベニオフ & D・B・ワイス | 2016年6月26日 2016年6月27日 | 8.89            |

### 第7シーズン 『氷と炎の歌』
2017年7月16日より放送。第6シーズンに続き、日本ではアメリカ東海岸と同時である月曜朝10時から世界最速で放送された。
| No. | # | 日本語題 原題                     | 監督                 | 脚本                                  | 合衆国放送日 日本放送日     | 合衆国 視聴者数 |
| --- | - | --------------------------------- | -------------------- | ------------------------------------- | --------------------------- | --------------- |
| 61  | 1 | "ドラゴンストーン" Dragonstone"   | ジェレミー・ポデスワ | デイヴィッド・ベニオフ & D・B・ワイス | 2017年7月16日 2017年7月17日 | 10.10           |
| 62  | 2 | "嵐の申し子" Stormborn"           | マーク・マイロッド   | ブライアン・コグマン                  | 2017年7月23日 2017年7月24日 | 9.27            |
| 63  | 3 | "女王の正義" The Queen's Justice" | マーク・マイロッド   | デイヴィッド・ベニオフ & D・B・ワイス | 2017年7月30日 2017年7月31日 | 9.25            |
| 64  | 4 | "戦利品" The Spoils of War"       | マット・シャクマン   | デイヴィッド・ベニオフ & D・B・ワイス | 2017年8月6日 2017年8月7日   | 10.17           |
| 65  | 5 | "イーストウォッチ" Eastwatch"     | マーク・シャクマン   | デイブ・ヒル                          | 2017年8月13日 2017年8月14日 | 10.72           |
| 66  | 6 | "壁の向こう" Beyond the Wall"     | アラン・テイラー     | デイヴィッド・ベニオフ & D・B・ワイス | 2017年8月20日 2017年8月21日 | 10.24           |
| 67  | 7 | "竜と狼" The Dragon and the Wolf" | ジェレミー・ポデスワ | デイヴィッド・ベニオフ & D・B・ワイス | 2017年8月27日 2017年8月28日 | 12.07           |

### 第8シーズン『最終章』
2019年4月14日より放送され、日本ではアメリカ東海岸と同時である2019年4月15日朝10時から世界最速で放送された。初回放送時には権利元が制作した【世界同時放送版】の字幕で放送されたが、6月以降の再放送ではスターチャンネル作成の字幕に差し替えられた。
| 通算 話数 | シーズン 話数 | タイトル                                       | 監督                                  | 脚本                                  | 放送日        | U.S.視聴者数 (百万人) |
| --------- | ------------- | ---------------------------------------------- | ------------------------------------- | ------------------------------------- | ------------- | --------------------- |
| 68        | 1             | "ウィンターフェル" Winterfell"                 | デヴィッド・ナッター                  | デイブ・ヒル                          | 2019年4月14日 | 11.8                  |
| 69        | 2             | "七王国の騎士" A Knight of the Seven Kingdoms" | デヴィッド・ナッター                  | ブライアン・コグマン                  | 2019年4月21日 | 10.29                 |
| 70        | 3             | "長き夜" The Long Night"                       | ミゲル・サポチニク                    | デイヴィッド・ベニオフ & D・B・ワイス | 2019年4月28日 | 12.02                 |
| 71        | 4             | "最後のスターク家" The Last of the Starks"     | デヴィッド・ナッター                  | デイヴィッド・ベニオフ & D・B・ワイス | 2019年5月5日  | 11.80                 |
| 72        | 5             | "鐘" The Bells"                                | ミゲル・サポチニク                    | デイヴィッド・ベニオフ & D・B・ワイス | 2019年5月12日 | 12.48                 |
| 73        | 6             | "鉄の玉座" The Iron Throne"                    | デイヴィッド・ベニオフ & D・B・ワイス | デイヴィッド・ベニオフ & D・B・ワイス | 2019年5月19日 | 13.60                 |

## 製作

### 製作過程
デイヴィッド・ベニオフとD・B・ワイスの二人が原作を読んで映像化を決意し、HBOに売り込み、原作者のジョージ・R・R・マーティンの了解を得て2007年1月にパイロット版の製作が開始された。HBOがパイロット版を気に入り、第1シーズンの製作が開始された。ベニオフとワイスがプロデューサー兼ショーランナーとなり、脚本の大部分を執筆している。脚本家としても豊富な経験を持つマーティンが第4シーズンまでの各シーズンで1話の脚本を書き、その他の脚本家も数話を書いている。
原作は2017年7月の段階では5部までの原作が刊行されているが未完であり、7部を持って完結の予定である。ドラマの第5シーズンまでに原作のストーリーはほぼ使い切られており、第6シーズン以降は原作者との話し合いでストーリーが作られている。2016年4月、第7シーズンと最終第8シーズンの製作が発表された。
本シリーズの予算規模は、『ROME［ローマ］』と比較されてきた。パイロット版の製作には500万ドルから1000万ドルが費やされ、第1シーズンは10話合計で5000万ドルから6000万ドルが費やされた。第2シーズンでは予算が15%追加された。第6シーズンは10話合計でおよそ1億ドルが費やされた。

### オープニング・タイトル
オープニング・タイトルは、シリーズの設定の世界の三次元地図が、中心に光源のある球の内側に投影されて映し出される。地図の上をカメラが移動するとともに、各話に出て来る土地に焦点が合い、建物が姿を現す。主要キャストとスタッフの名前が表示され、最後には各話のタイトルと、脚本家名および監督名が表示される。オープニング・タイトルは2011年のプライムタイム・エミー賞メインタイトルデザイン賞を受賞している。

### ロケーション

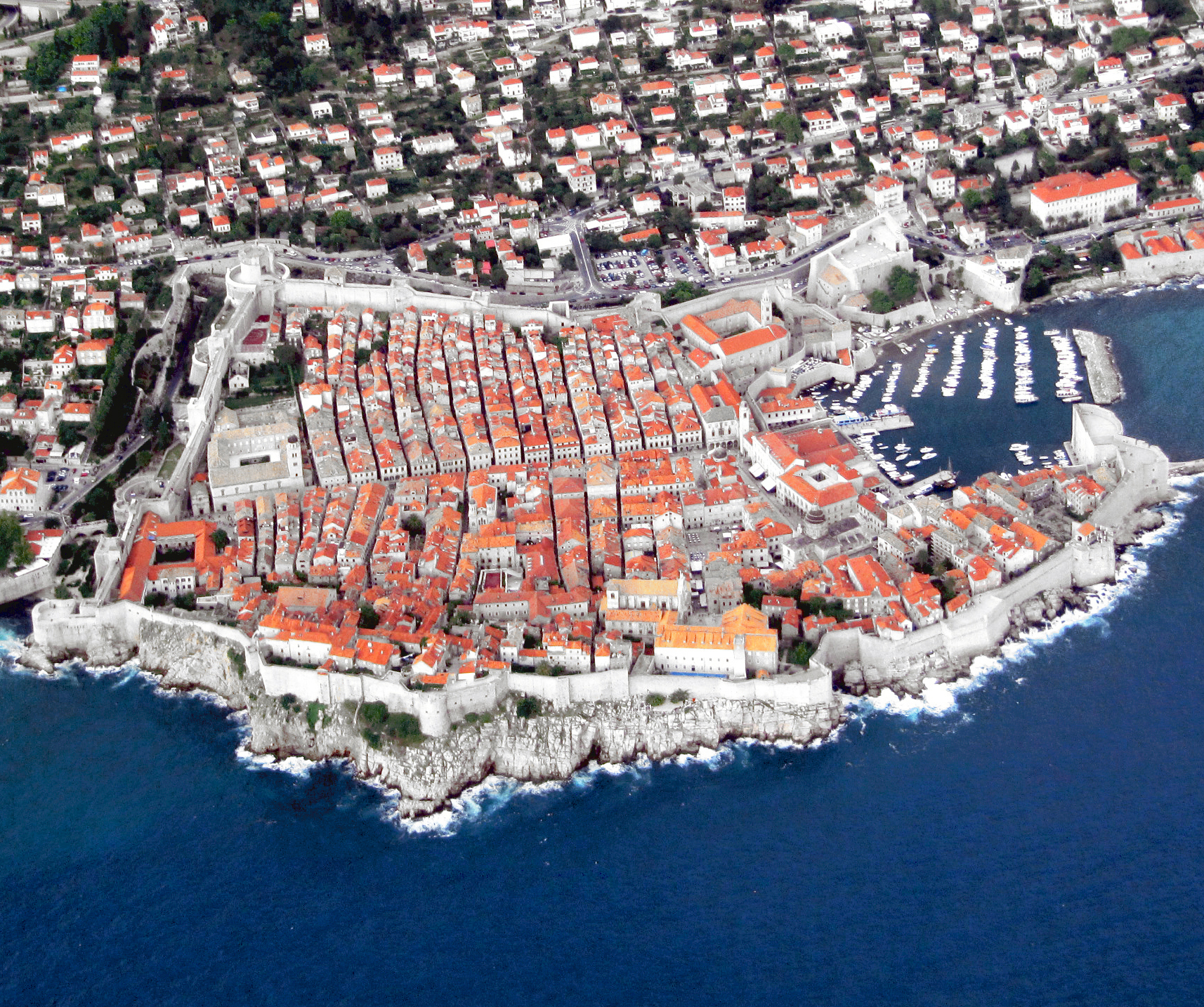
第2シーズン以降、キングズランディングのシーンはクロアチアのドゥブロヴニクで撮影されている

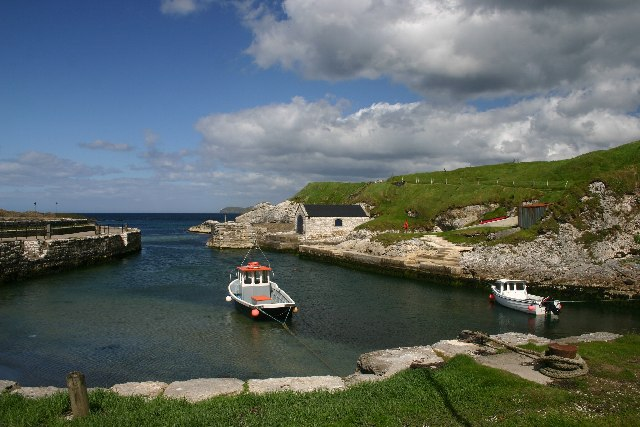
北アイルランドのBallintoy Harbourで鉄諸島のシーンが撮影されている

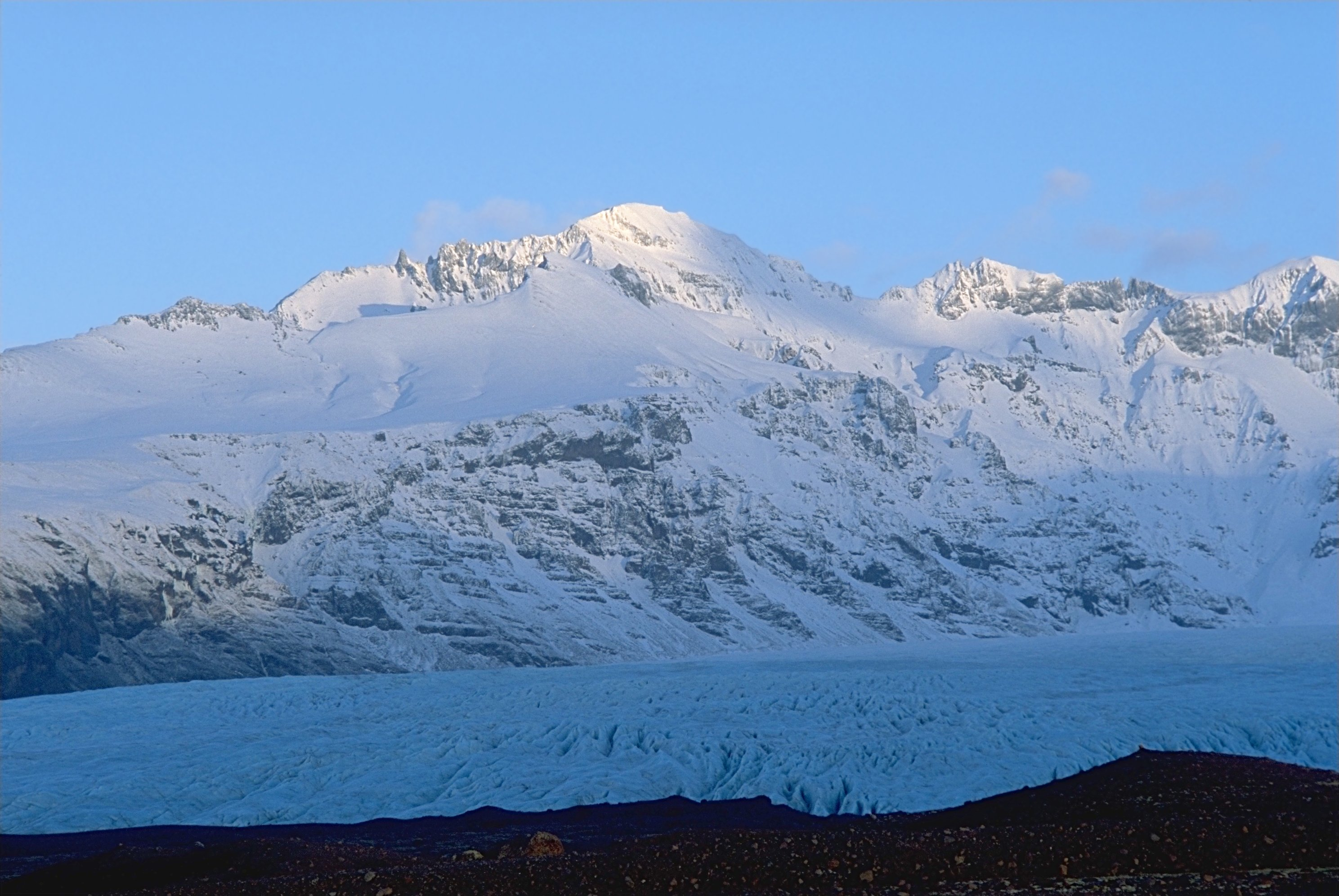
シーズン2以降、〈壁〉の向こう側のシーンはアイスランドで撮影されている

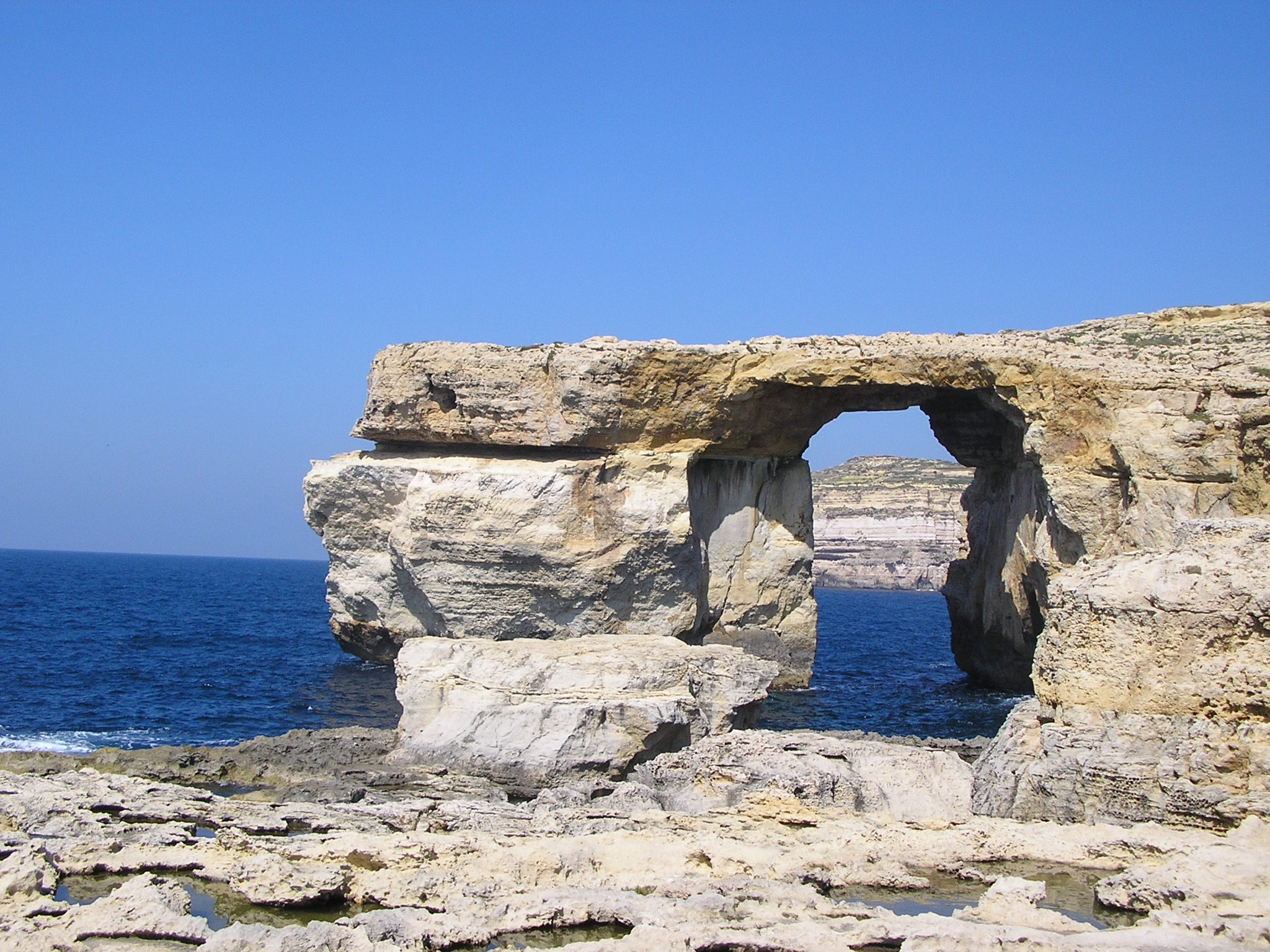
マルタのAzure Windowでドスラク人の結婚式のシーンが撮影された

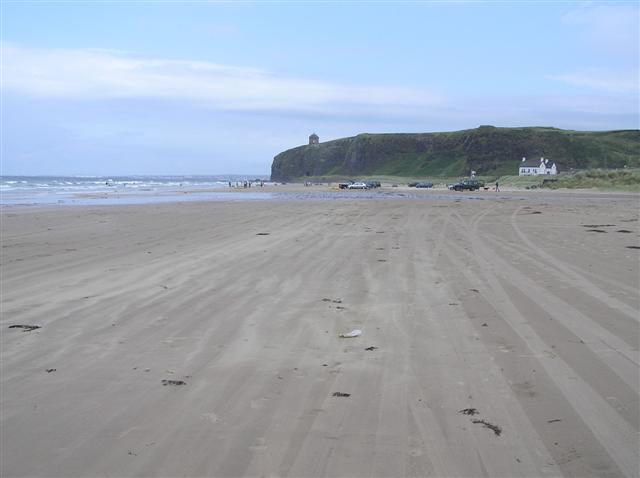
北アイルランドのDownhill Strandでドラゴンストーンの浜辺のシーンが撮影された

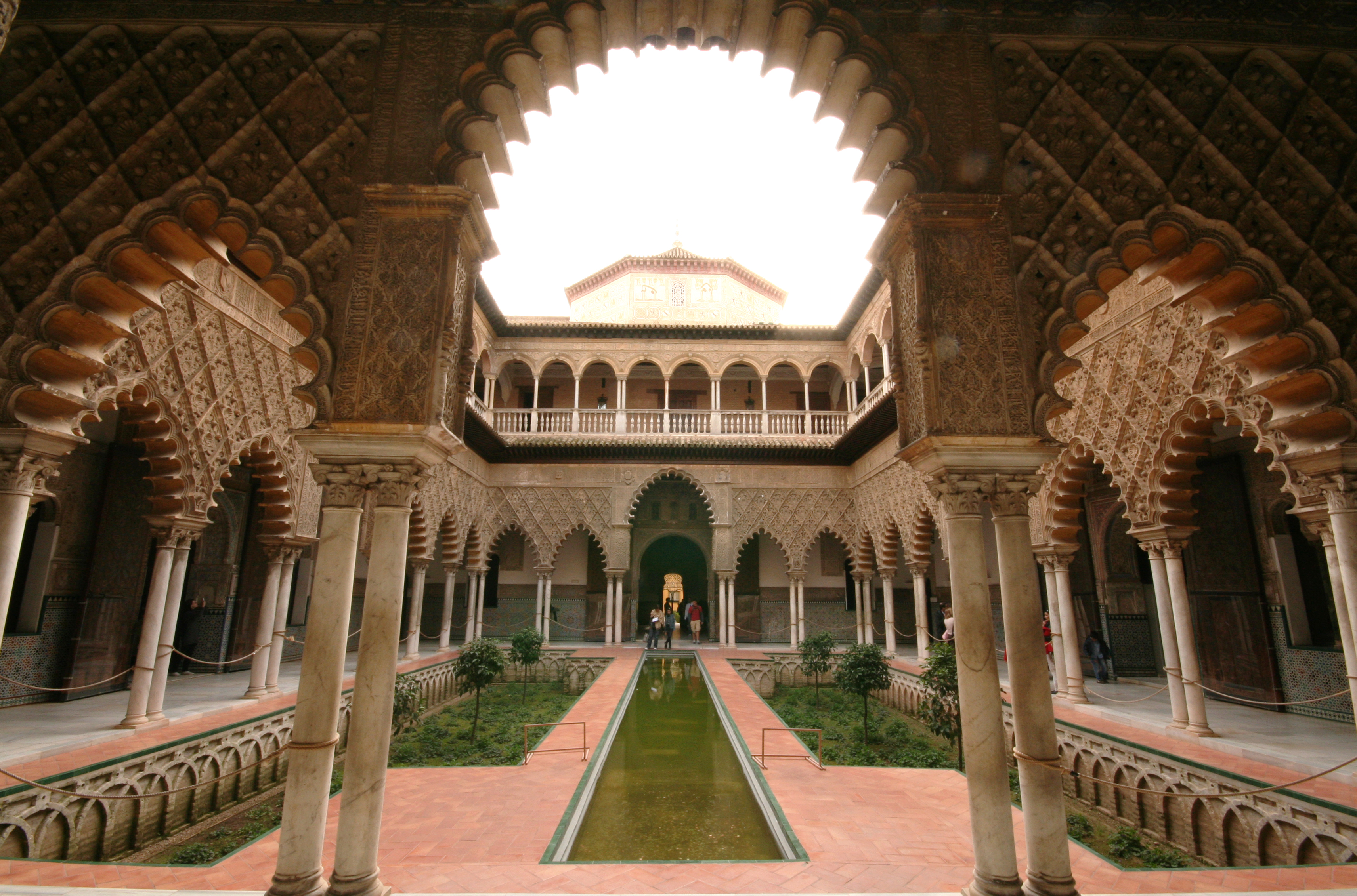
ドーンのウォーターガーデンのシーンが撮影されたスペイン、セビリアのアルカサル宮殿

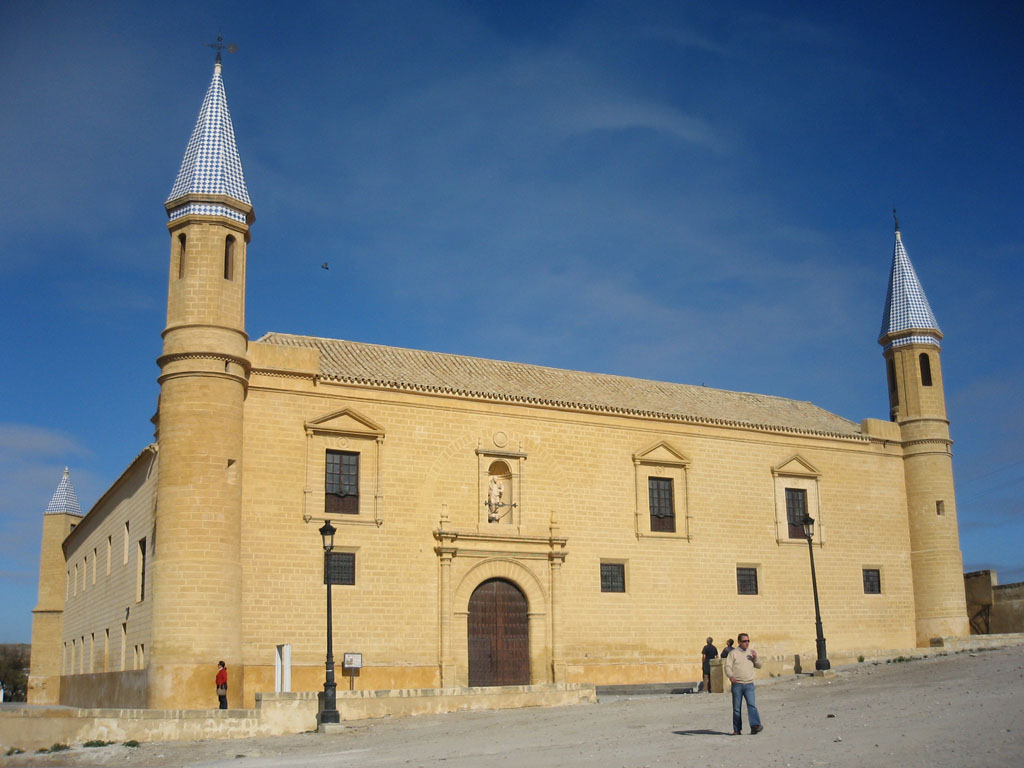
ドーンのシーンが撮影されたスペイン、セビリアのオスナ大学

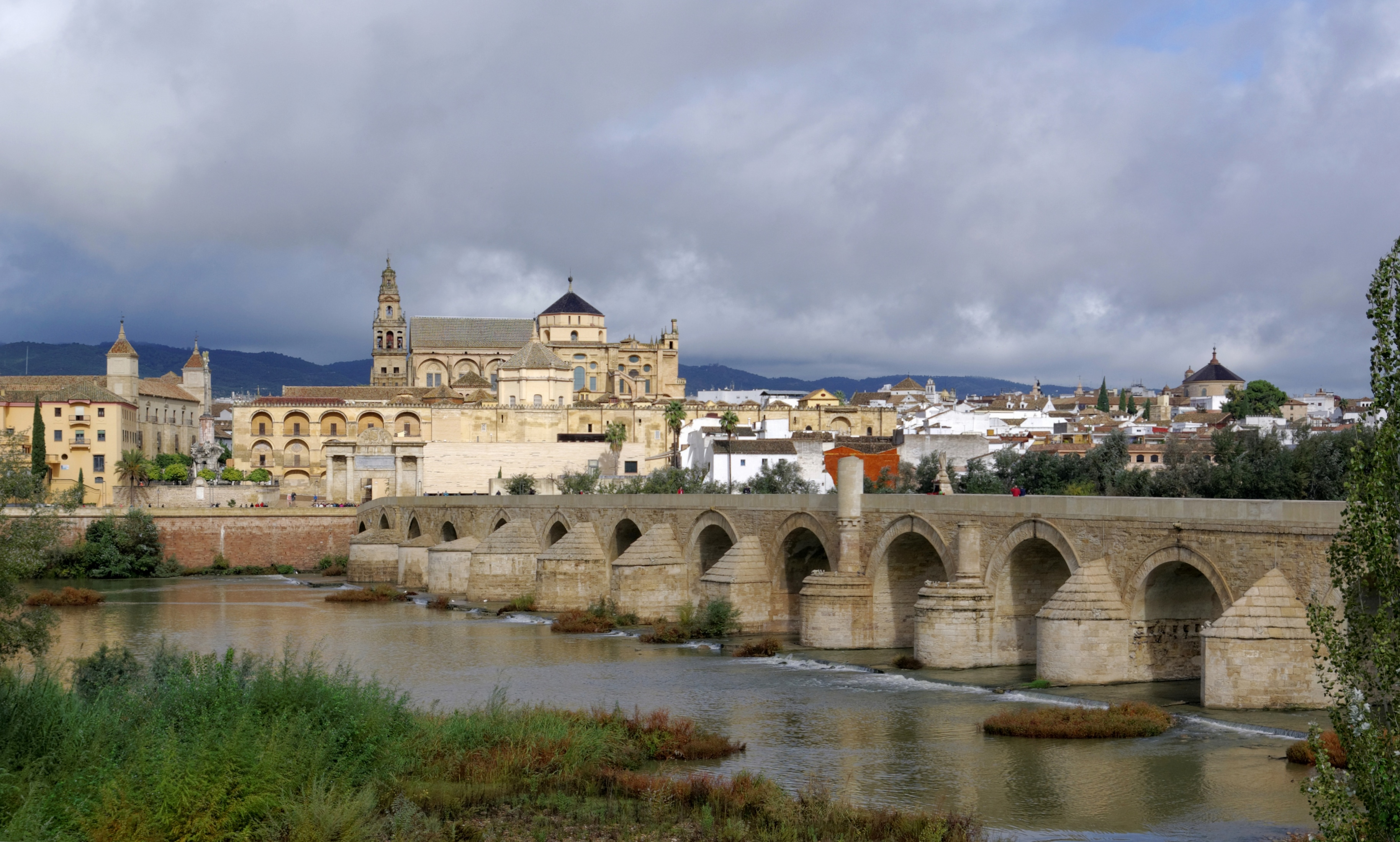
ドーンのシーンが撮影されたスペイン、コルドバのローマ橋

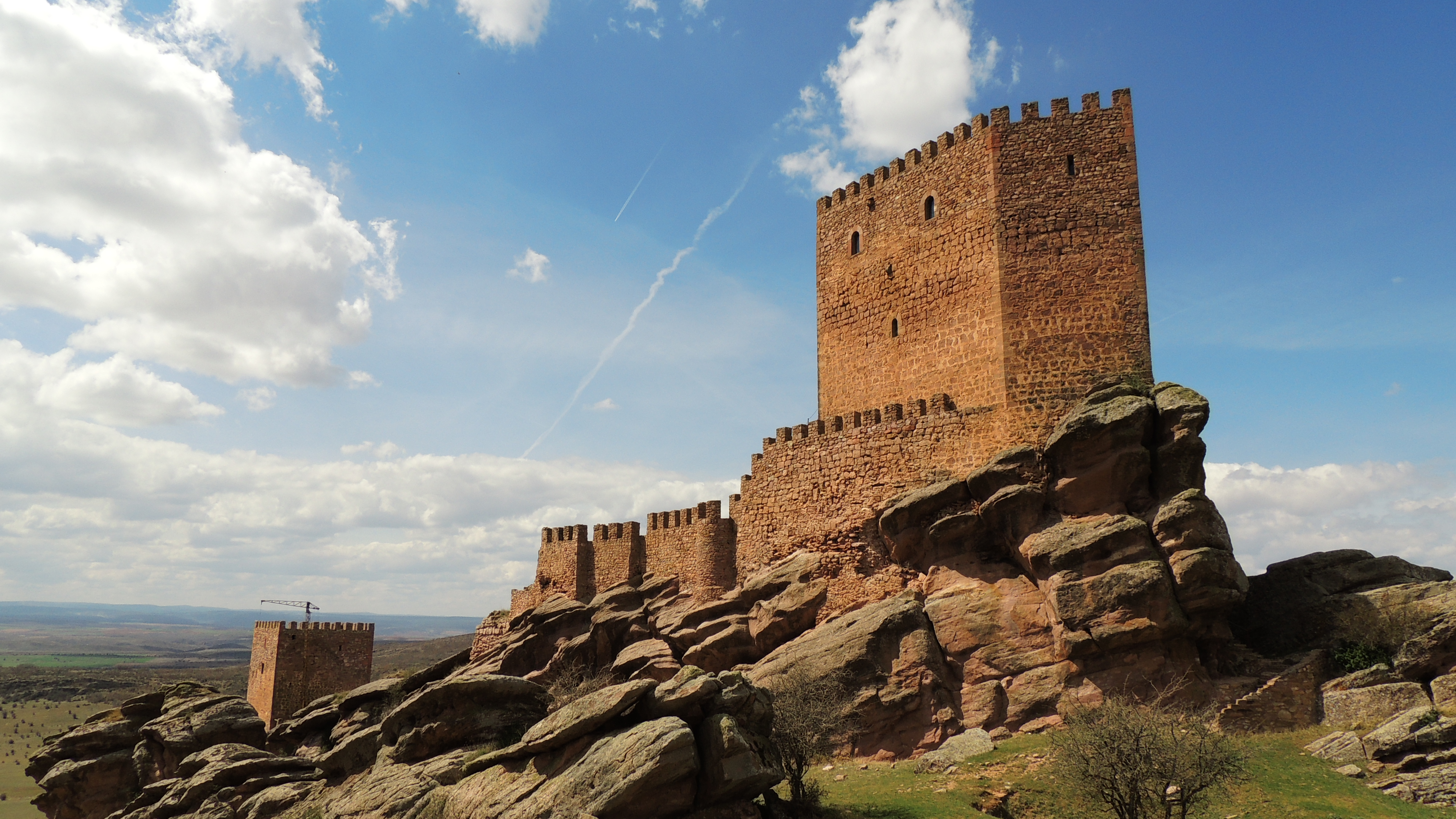
ドーンの〈喜びの塔〉のシーンが撮影されたスペイン、グアダラハラ県のザフラ城

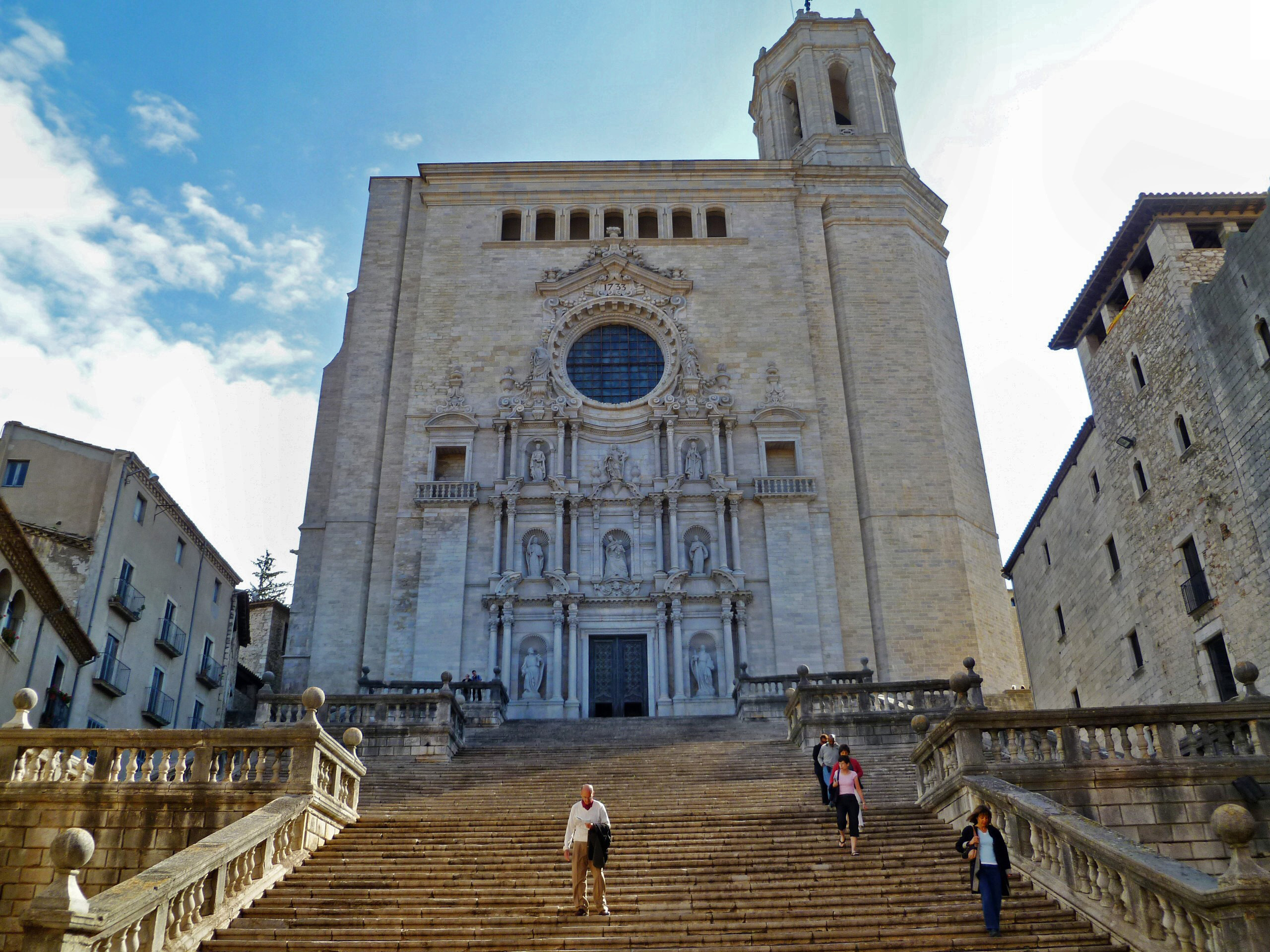
キングズランディングのベイラー大聖堂のシーンが撮影されたスペイン、ジローナの大聖堂

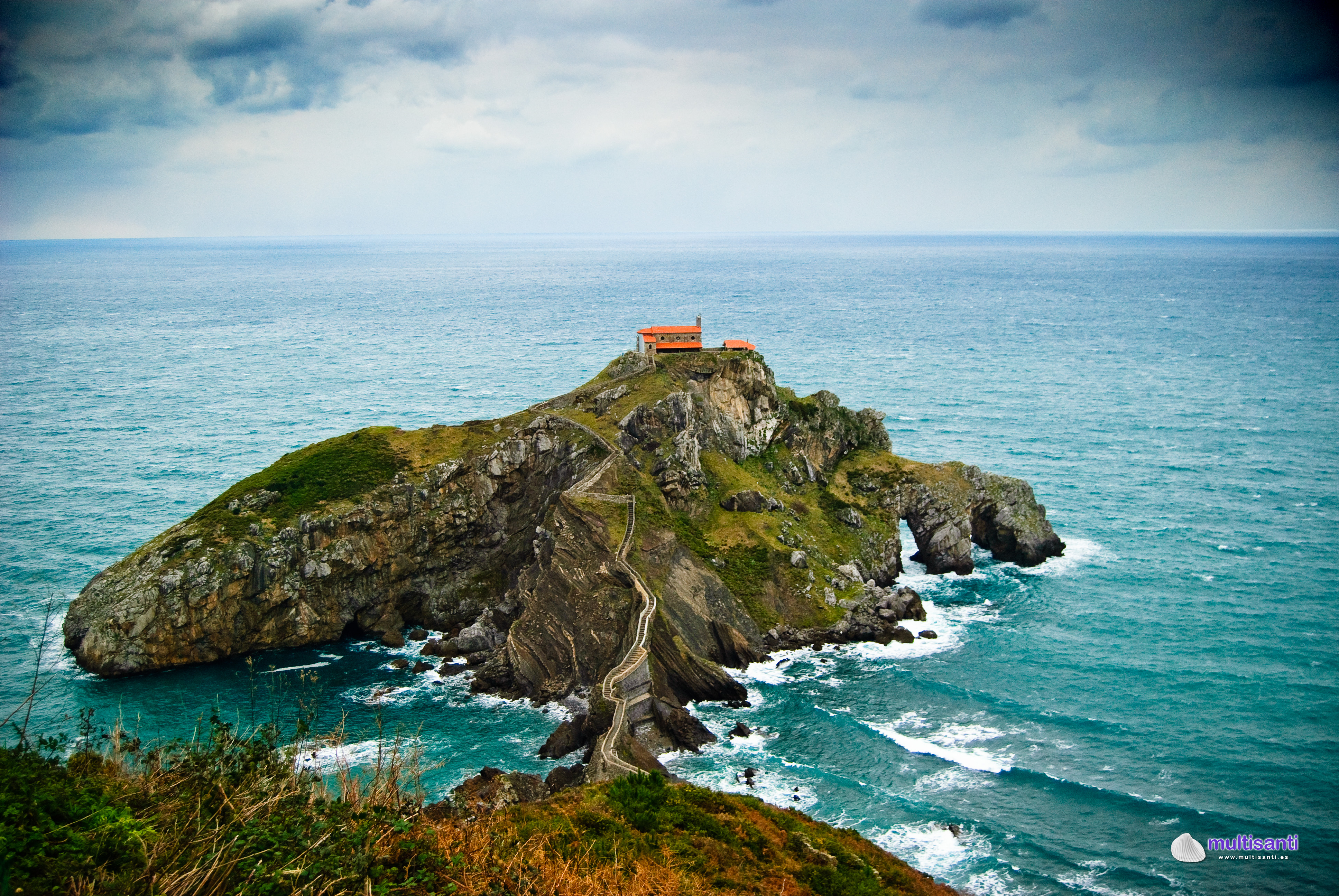
スペイン、ガステルガチェの海岸でシーズン7のシーンが撮影された

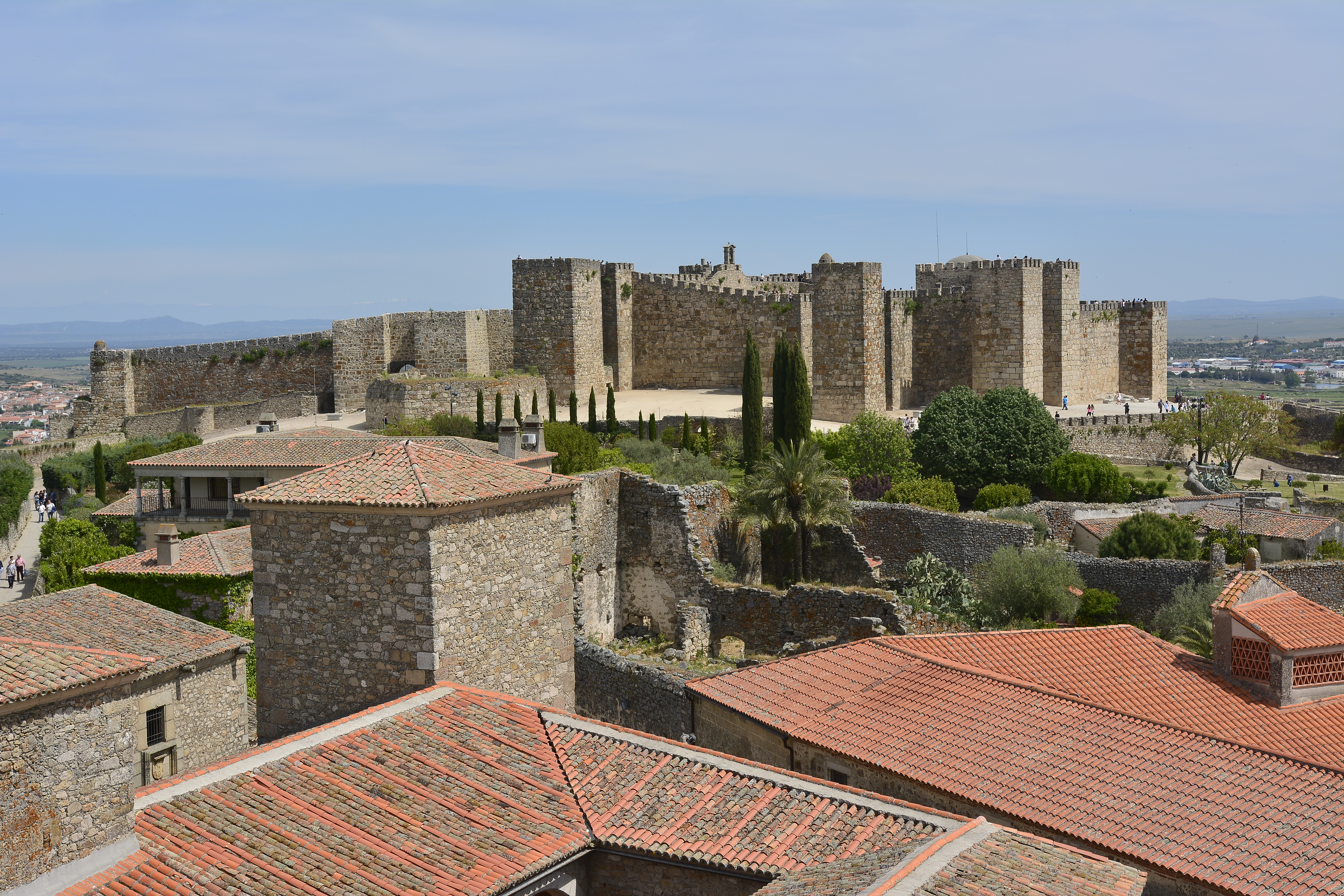
スペイン、トルヒーリョ城でシーズン7のシーンが撮影された

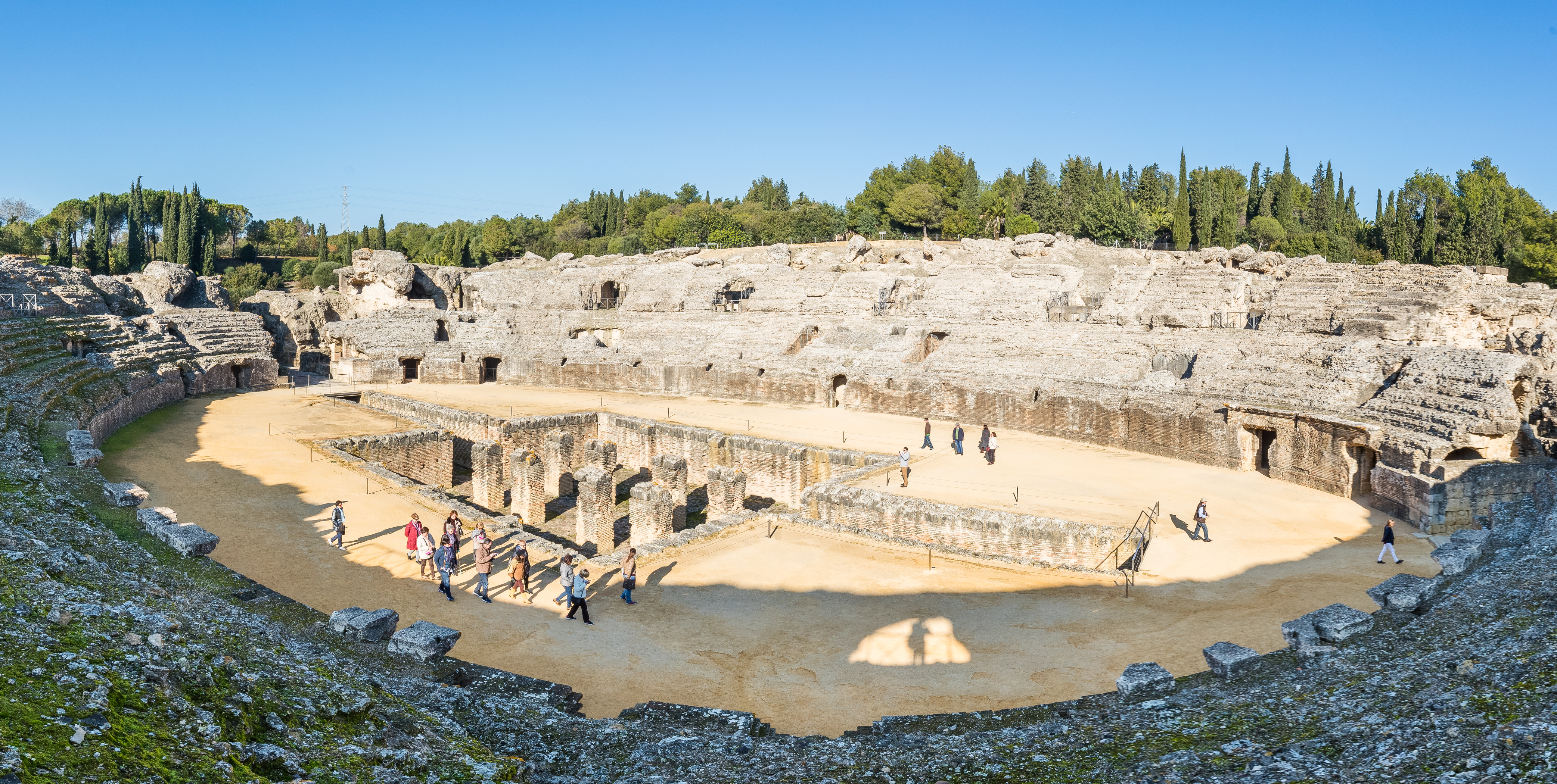
キングズランディングのドラゴンピットのシーンが撮影されたセビリアのローマ時代の劇場遺跡

撮影の中心は、北アイルランドのベルファスト郊外のPaint Hall スタジオであり、室内シーンのほとんどはここで撮られている。そのほか、北アイルランドの多くの場所でウィンターフェル（ダウン県のキャッスル・ワードが使用された）、鉄諸島、リヴァーランドなどの屋外のシーンが撮られている。
パイロット版では、ウィンターフェルのシーンはスコットランドで撮影された。
キングズランディングなど南部のシーンは、パイロット版ではモロッコで撮影されたが、第1シーズンではマルタで撮影された。
第2シーズン以降ではクロアチアのドゥブロヴニクおよびその周辺で南部のシーンが撮影された。
第3シーズンでのエッソスのシーンは、モロッコのエッサウィラで撮影され、生きた熊が出るシーンはロサンゼルスのスタジオで撮影された。〈壁〉の向こう側のシーンはアイスランドで撮影された。
第5シーズンのドーンのシーンはスペインで撮影され、セビリアのアルカサル宮殿、セビリアのオスナ大学、コルドバのローマ橋などがロケーションに使用された。
第6シーズンのドーンの〈喜びの塔〉のシーンはスペインのグアダラハラ県のザフラ城で撮影され、キングズランディングのベイラー大聖堂のシーンはスペインのジローナの大聖堂で撮影された。
第7シーズンではスペインのセビリア、ガステルガチェの海岸、トルヒーリョ城が新たにロケーションとして加わった。

### 衣装

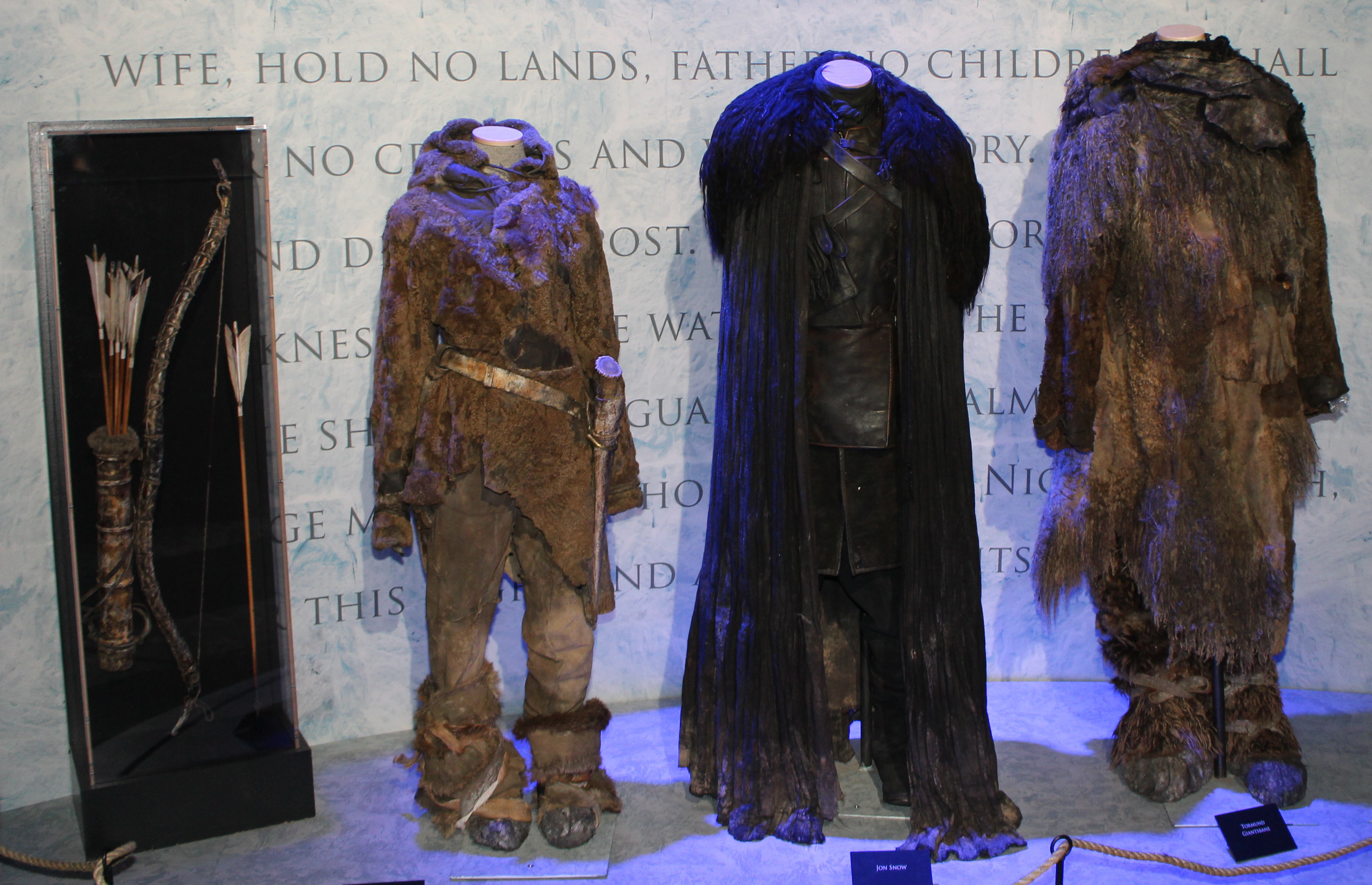
イグリット、ジョン・スノウ、トアマンドの衣装は厳しい気候を反映する

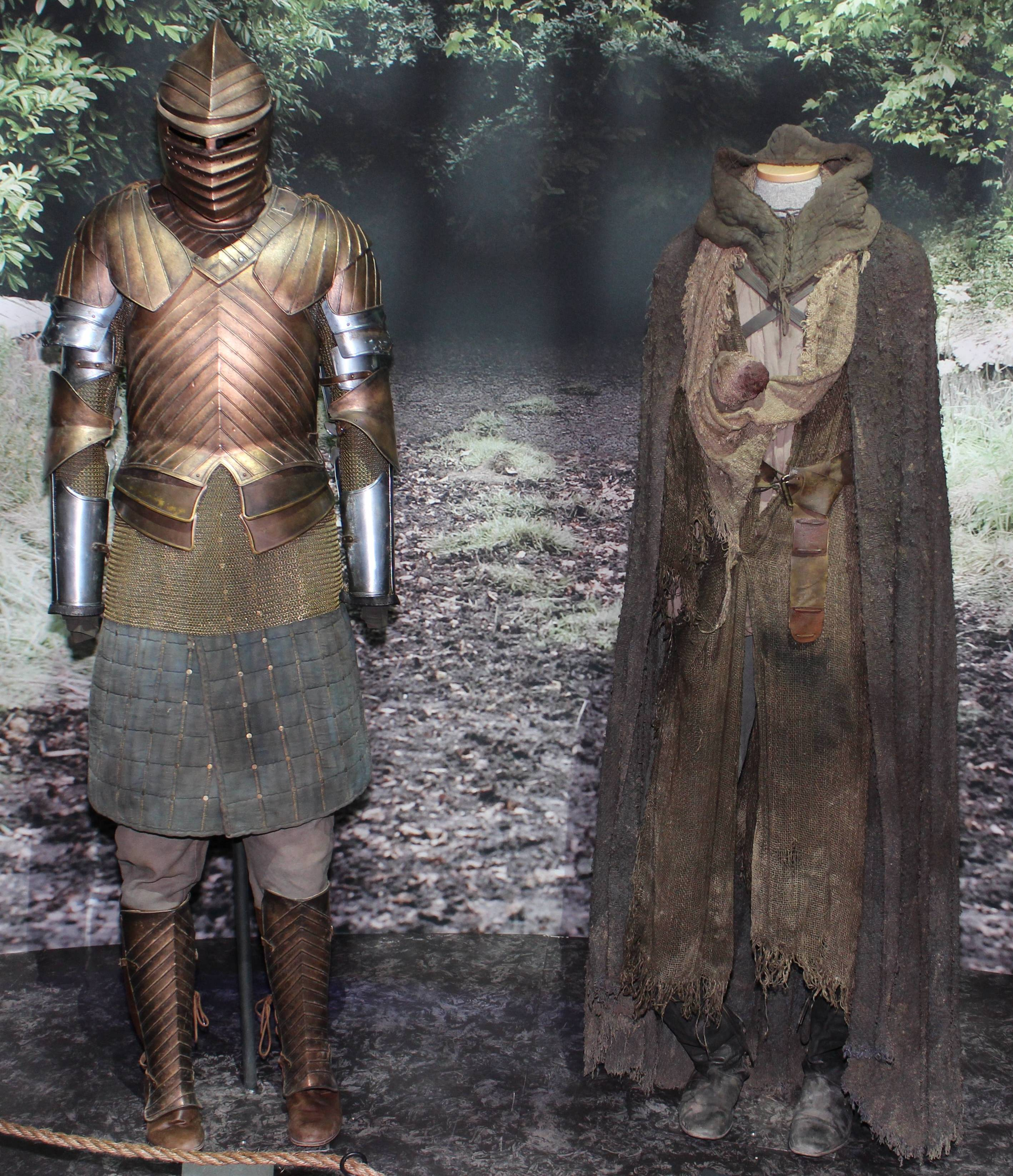
左のブライエニーの装備のように、架空の武器や鎧がシリーズのために製作された

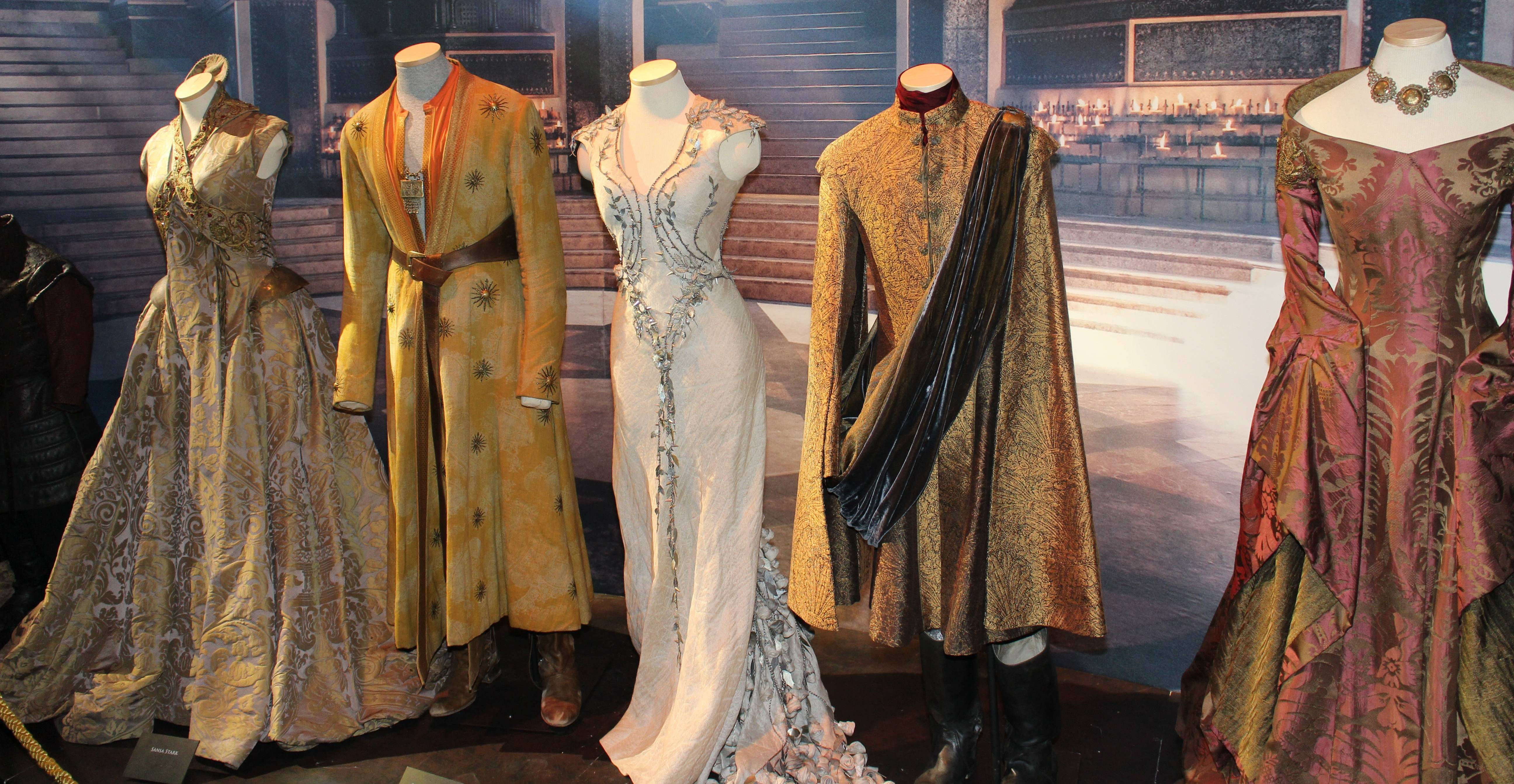
キングズランディングの宮廷で着られる豪華な衣装は各人物の富と地位を誇る

シリーズの衣装は、日本の鎧やペルシャの衣装など、多くの文化から着想を得ている。ドスラク人の着衣はベドウィンに類似し(ドラゴンの鱗に似せるために魚の皮から作られているものもある)、〈野人〉はイヌイット人のように動物の皮を裏返しにして着る。〈野人〉の骨の鎧は実際の骨から取られた型によって作られ、糸やカットグットに似たラテックスで繋ぎ合わされている。〈野人〉や〈冥夜の守人〉を演じるエキストラは冷涼な気候に合わせて帽子をかぶるが、視聴者が顔を見分けられるように主要登場人物は帽子をかぶらない。ビョークが着たアレキサンダー・マックイーンデザインのハイネックのドレスが、ナタリー・ドーマーの衣装に影響を与え、娼婦の衣装はすぐに脱げるようにデザインされている。〈野人〉の衣装も宮廷の婦人の衣装も、高精細度テレビジョン放送でリアルに見えるように2週間のエイジングが施されている。女優達のために何十個ものウィグが用いられている。人の髪の毛で作られ、60cmにもなるウィグは7千ドルもし、実際の髪に見えるように洗われスタイリングされる。ウィグをつけるのは時間のかかる作業である。たとえばエミリア・クラークは、ブルネットの髪の上にプラチナブロンドのウィグをつけるのに2時間を要する。ジャック・グリーソンやソフィー・ターナーなどの俳優は頻繁に髪を染める。エミリア・クラークやドスラク人の髪の毛、ウィグ、衣装は何週間も洗ってないように見せかけられる。

### 言語
ウェスタロス人は共通語と呼ばれる言語を話す設定であるが、ドラマの登場人物は出身地域によりアクセントの異なるイギリス英語を話す。エダード・スタークなどの〈北部〉人はイングランド北部のアクセントで話し、タイウィン・ラニスターなどの南部人はイングランド南部のアクセントで話す。オベリン・マーテルなどのドーン人はスペイン語なまりの英語を話す。エッソスなど、ウェスタロスの外の出身人物は共通語として、外国語なまりの英語を話す。
プロデューサーはデイヴィッド・J・ピーターソンに依頼してマーティンの原作にあるいくつかの言葉に基づいて、ドスラク語およびヴァリリア語群を製作した。どちらもサブタイトルで英語訳が表示される。ドスラク語はドスラク人によって話される。ヴァリリア語はさらに高ヴァリリア語および低ヴァリリア語に分かれ、前者は今は崩壊したヴァリリア帝国全盛時に話され、いまだに学問や洗練された会話で使われる。後者は奴隷商人湾一帯の庶民によって話される。さらに、ヴァリリア帝国が倒した古代ギス帝国で話された古代ギスカル語の断片も、奴隷商人湾には残る。

### スピンオフドラマ
2017年5月、HBOは5人の脚本家にそれぞれ別のスピンオフドラマを検討させると発表した。
2018年6月8日、HBOは5本のアイデアの中からジェーン・ゴールドマンの提案した前日譚となるドラマシリーズを選び、そのパイロット版を発注した。シリーズはゲーム・オブ・スローンズの約1万年前に始まり、諸名家の創設、ホワイト・ウォーカーの到来を告げる〈長い夜〉、そしてエッソスからのアンダル人の侵略を描く予定であった。だが2019年10月29日、HBOは製作中止を決定した。
2019年10月29日、『炎と血』("Fire & Blood")を原作とし、数百年前のターガリエン家の没落の始まりを描く『ハウス・オブ・ザ・ドラゴン』(House of the Dragon)の製作が、パイロット版を経ずに発表された。10話からなるシリーズは、2022年8月21日から放送されている。日本では、2022年8月22日よりU-NEXTで全米と同時配信されている。
また、『ハウス・オブ・ザ・ドラゴン』と『ゲーム・オブ・ザ・スローンズ』に挟まれる時代を舞台とし、『七王国の騎士』を原作としたドラマシリーズも発表されている。

### 前日譚アニメーション
2017年9月、HBOは "Game of Thrones: Conquest & Rebellion"と題したアニメーションのシリーズの製作を発表し、一部をYouTubeで公開した。シリーズはエイゴン・ターガリエン一世と妻でもある姉妹たちによる七王国征服から、300年後の〈ロバートの反乱〉までを描く。エピソード1である“Valyria’s Last Scion: House Targaryen”はヴァリリアを滅ぼした〈破滅〉と呼ばれる出来事を描き、シーズン7のDVDおよびBlu-rayのボーナスディスクに期間限定で含まれる予定である。ハリー・ロイドがヴィセーリス・ターガリエン役でナレーションを担当する。

### ドキュメンタリー
2019年5月26日、全シーズン終了の一週間後に、メイキングのドキュメンタリー"Game of Thrones: The Last Watch"が放送された。

## 賞
プライムタイム・エミー賞、ゴールデングローブ賞など数多くの賞を受賞している。2018年現在、プライムタイム・エミー賞では通算で132賞にノミネートされそのうち47賞を受賞し、史上もっとも多くを獲得したドラマとなっている。特に2015年、2016年、2018年と三回にわたって作品賞ドラマシリーズ部門を受賞している。

### 2011年
| 賞                                         | カテゴリー                    | 受賞者                                                    |
| ------------------------------------------ | ----------------------------- | --------------------------------------------------------- |
| アメリカン・フィルム・インスティチュート賞 | AFI TV Award                  |                                                           |
| プライムタイム・エミー賞                   | メインタイトルデザイン賞      | Angus Wall, Hameed Shaukat, Kirk Shintani and Robert Feng |
| プライムタイム・エミー賞                   | 助演男優賞ドラマ部門          | ピーター・ディンクレイジ                                  |
| ゴールデングローブ賞                       | 助演男優賞ドラマ部門          | ピーター・ディンクレイジ                                  |
| ピーボディ賞                               |                               |                                                           |
| サテライト賞                               | 助演男優賞                    | ピーター・ディンクレイジ                                  |
| スクリーム賞                               | 助演男優賞                    | ピーター・ディンクレイジ                                  |
| スクリーム賞                               | Best TV Show                  |                                                           |
| スクリーム賞                               | Breakout Performance – Female | エミリア・クラーク                                        |
| TCA Awards                                 | Outstanding New Program       |                                                           |
| IGN Awards                                 | Best TV Hero                  | ショーン・ビーン (エダード・スターク)                     |
| IGN Awards                                 | Best TV Twist                 | 『ベイラー大聖堂』での斬首シーン                          |
| IGN Awards                                 | Best TV Episode               | 『ベイラー大聖堂』                                        |
| IGN People's Choice Awards                 | Best TV Series                |                                                           |
| IGN People's Choice Awards                 | Best TV Drama Series          |                                                           |
| IGN People's Choice Awards                 | Best TV Hero                  | ショーン・ビーン (エダード・スターク)                     |
| IGN People's Choice Awards                 | Best TV Twist                 | 『ベイラー大聖堂』での斬首シーン                          |

### 2012年
| 賞                                       | カテゴリー                                                            | 受賞者 |
| ---------------------------------------- | --------------------------------------------------------------------- | --- |
| アメリカン・フィルム・インスティチュート | AFI TV Award                                                          | |
| プライムタイム・エミー賞                 | 美術監督賞 現代/ファンタジーシリーズ部門(シングルカメラ)              | Gemma Jackson, Frank Walsh, and Tina Jones 『光と影』, 『ハレンの巨城』 『義なき男』 |
| プライムタイム・エミー賞                 | 衣装賞シリーズ部門                                                    | Michele Clapton, Alexander Fordham, and Chloe Aubry 『決戦前夜』 |
| プライムタイム・エミー賞                 | メイクアップ賞シングルカメラ・シリーズ部門                            | Paul Engelen and Melissa Lackersteen 『古今の神々』 |
| プライムタイム・エミー賞                 | 音響編集賞シリーズ部門                                                | Peter Brown, Kira Roessler, Tim Hands, Paul Aulicino, Stephen P. Robinson, Vanessa Lapato, Brett Voss, James Moriana, Jeffrey Wilhoit, and David Klotz 『ブラックウォーターの戦い』                              |
| プライムタイム・エミー賞                 | 音響賞コメディ/ドラマシリーズ部門(1時間)                              | Matthew Waters, Onnalee Blank, Ronan Hill, and Mervyn Moore 『ブラックウォーターの戦い』 |
| プライムタイム・エミー賞                 | 視覚効果賞視覚効果部門                                                | Rainer Gombos, Juri Stanossek, Sven Martin, Steve Kullback, Jan Fiedler, Chris Stenner, Tobias Mannewitz, Thilo Ewers, and Adam Chazen 『勝者』                                                                  |
| モンテカルロ・テレビ祭                   | Outstanding International Producer                                    | デイヴィッド・ベニオフ, Frank Doelger, Carolyn Strauss and D・B・ワイス |
| Golden Reel Awards                       | Best Sound Editing — Short Form Dialogue and ADR in Television        | 『壊れたものたち』 |
| Golden Reel Awards                       | Best Sound Editing — Short Form Sound Effects and Foley in Television | 『冬来たる』 |
| ヒューゴー賞                             | 長編映像賞                                                            | デイヴィッド・ベニオフ, D. B. ワイス, Bryan Cogman, Jane Espenson, ジョージ・R・R・マーティン, ティム・ヴァン・パタン, Brian Kirk, Daniel Minahan and アラン・テイラー 『ゲーム・オブ・スローンズ』 - シーズン 1 |
| Kerrang! Awards                          | Best TV Show                                                          | |
| TCA Awards                               | Program of the Year                                                   | |
| IGN Awards                               | Best TV Episode                                                       | 『ブラックウォーターの戦い』 |
| IGN Awards                               | Best TV DVD or Blue-ray                                               | 第一シーズン コンプリートセット |
| IGN People's Choice Awards               | Best TV Episode                                                       | 『ブラックウォーターの戦い』 |
| IGN People's Choice Awards               | Best TV Drama Series                                                  | |
| IGN People's Choice Awards               | Best TV Villain                                                       | ジャック・グリーソン (ジョフリー・バラシオン) |
| IGN People's Choice Awards               | Best TV DVD or Blue-ray                                               | 第一シーズン コンプリートセット |
| 第18回全米映画俳優組合賞                 | スタント・アンサンブル賞                                              | |

### 2013年
| 賞                                        | カテゴリー                                                           | 受賞者 |
| ----------------------------------------- | -------------------------------------------------------------------- | --- |
| ADG Excellence in Production Design Award | One-Hour Single Camera Television Series                             | Gemma Jackson 『ハレンの巨城』 |
| アメリカン・フィルム・インスティチュート  | AFI TV Award                                                         | |
| British Academy Television Awards         | Radio Times Audience Award                                           | |
| Critics' Choice Television Award          | Best Drama Series                                                    | |
| プライムタイム・エミー賞                  | メイクアップ賞シングルカメラ・シリーズ部門                           | Paul Engelen and Melissa Lackersteen 『炎の口づけ』 |
| プライムタイム・エミー賞                  | 視覚効果賞視覚効果部門                                               | Doug Campbell, Rainer Gombos, Juri Stanossek, Sven Martin, Steve Kullback, Jan Fiedler, Chris Stenner, Tobias Mannewitz, Thilo Ewers, and Adam Chazen 『新たな時代』 |
| Golden Reel Awards                        | Best Sound Editing — Long Form Dialogue and ADR in Television        | 『勝者』 |
| Golden Reel Awards                        | Best Sound Editing — Long Form Sound Effects and Foley in Television | 『勝者』 |
| Hollywood Post Alliance Awards            | Outstanding Sound – Television                                       | Paula Fairfield, Brad Katona, Jed Dodge, Onnalee Blank and Mathew Waters 『登壁』                                                                                    |
| Hollywood Post Alliance Awards            | Outstanding Visual Effects – Television                              | Joe Bauer and Jabbar Raisani, Jörn Grosshans and Sven Martin, and Doug Campbell 『勝者』                                                                             |
| ヒューゴー賞                              | 短編映像賞                                                           | ニール・マーシャル (監督) ジョージ・R・R・マーティン 『ブラックウォーターの戦い』                                                                                    |
| サテライト賞                              | Best Television Series – Genre                                       | |
| 第19回全米映画俳優組合賞                  | スタント・アンサンブル賞                                             | |
| TCA Awards                                | Outstanding Achievement in Drama                                     | |
| 視覚効果協会賞                            | Outstanding Animated Character in a Commercial or Broadcast Program  | Irfan Celik, Florian Friedmann, Ingo Schachner, Chris Stenner "ドラゴンのトレーニングのシーン"                                                                       |
| 視覚効果協会賞                            | Outstanding Compositing in a Broadcast Program                       | Falk Boje, Esther Engel, Alexey Kuchinsky, Klaus Wuchta "ホワイト・ウォーカーの軍のシーン"                                                                           |
| 視覚効果協会賞                            | Outstanding Created Environment in a Commercial or Broadcast Program | Rene Borst, Thilo Ewers, Adam Figielski, Jonas Stuckenbrock "パイク島のシーン"                                                                                       |
| 視覚効果協会賞                            | Outstanding Visual Effects in a Broadcast Program                    | Rainer Gombos, Steve Kullback, Sven Martin, Juri Stanossek 『勝者』                                                                                                  |

### 2014年
| 賞                                        | カテゴリー                                                      | 受賞者 |
| ----------------------------------------- | --------------------------------------------------------------- | --- |
| ADG Excellence in Production Design Award | One-Hour Single Camera Television Series                        | Gemma Jackson 『次なる戦いへ』 |
| 全米撮影監督協会                          | One-Hour Episodic Television Series                             | Jonathan Freeman 『次なる戦いへ』 |
| Cinema Audio Society Awards               | 1時間テレビシリーズ音響ミキシング賞                             | Ronan Hill, Onnalee Blank, Mathew Waters, and Brett Voss 『キャスタミアの雨』                                                                                 |
| プライムタイム・エミー賞                  | 美術監督賞現代/ファンタジーシリーズ部門(シングルカメラ)         | Deborah Riley, Paul Ghirardani, and Rob Cameron 『裁判』 『山と毒蛇』                                                                                         |
| プライムタイム・エミー賞                  | 衣装賞シリーズ部門                                              | Michele Clapton, Sheena Wichary, Alexander Fordham, and Nina Ayres 『獅子と薔薇』                                                                             |
| プライムタイム・エミー賞                  | メイクアップ賞シングルカメラ・シリーズ部門                      | Jane Walker and Barrie Gower 『世継ぎたち』 |
| プライムタイム・エミー賞                  | 視覚効果賞視覚効果部門                                          | Joe Bauer, Joern Grosshans, Steve Kullback, Adam Chazen, Eric Carney, Sabrina Gerhardt, Matthew Rouleau, Thomas H. Schelesny, and Robert Simon 『世継ぎたち』 |
| Golden Reel Awards                        | Best Sound Editing — Short Form Dialogue and ADR in Television  | Jed Dodge and Tim Hands 『キャスタミアの雨』 |
| Golden Reel Awards                        | Best Sound Editing — Short Form Music                           | David Klotz 『キャスタミアの雨』 |
| ヒューゴー賞                              | 短編映像賞                                                      | デイヴィッド・ベニオフ、D・B・ワイス、デヴィッド・ナッター 『キャスタミアの雨』                                                                               |
| Location Managers Guild Awards            | Outstanding Location Television Program                         | |
| Location Managers Guild Awards            | Outstanding Achievement by a Location Professional – TV Program | Robert Boake |
| Royal Television Society                  | International Program                                           | |
| 第20回全米映画俳優組合賞                  | スタント・アンサンブル賞                                        | |
| TV Choice Awards                          | Best International Show                                         | |
| 視覚効果協会賞                            | Outstanding Compositing in a Broadcast Program                  | Kirk Brillon, Steve Gordon, Geoff Sayer, Winston Lee 『登壁』                                                                                                 |
| 視覚効果協会賞                            | Outstanding Created Environment in a Broadcast Program          | Patrick Zentis, Mayur Patel, Nitin Singh, Tim Alexander 『登壁』                                                                                              |
| 視覚効果協会賞                            | Outstanding Visual Effects in a Broadcast Program               | Steve Kullback, Joe Bauer, Jörn Großhans, Sven Martin 『新たな時代』                                                                                          |
| IGN Awards                                | Best TV Drama Series                                            | |
| IGN People's Choice Awards                | Best TV Drama Series                                            | |

### 2015年
| 賞                                        | カテゴリー                                                                                    | 受賞者 |
| ----------------------------------------- | --------------------------------------------------------------------------------------------- | --- |
| ADG Excellence in Production Design Award | One-Hour Single Camera Fantasy Television Series                                              | Deborah Riley 『裁判』 『山と毒蛇』 |
| Cinema Audio Society Awards               | 1時間テレビシリーズ音響ミキシング賞                                                           | Ronan Hill, Richard Dyer, Onnalee Blank, Mathew Waters, Brett Voss                                                                                  |
| Costume Designers Guild Awards            | Outstanding Period/Fantasy Television Series                                                  | Michele Clapton |
| 第21回全米映画俳優組合賞                  | スタント・アンサンブル賞                                                                      | |
| 視覚効果協会賞                            | Outstanding Visual Effects in a Visual Effects-Driven Photoreal/Live Action Broadcast Program | ピーター・ディンクレイジ 『世継ぎたち』 |
| 視覚効果協会賞                            | Outstanding Created Environment in a Commercial, Broadcast Program, or Video Game             | Rene Borst, Christian Zilliken, Jan Burda, Steffen Metzner "ブレーヴォスのシーン"                                                                   |
| 視覚効果協会賞                            | Outstanding Compositing in a Photoreal/Live Action Broadcast Program                          | Dan Breckwoldt, Martin Furman, Sophie Marfleet, Eric Andrusyszyn 『黒の城の死闘』                                                                   |
| プライムタイム・エミー賞                  | 音響賞コメディ/ドラマシリーズ部門(1時間)                                                      | Ronan Hill、Richard Dyer、Onnalee Blank、Mathew Waters『堅牢な家』                                                                                  |
| プライムタイム・エミー賞                  | 音響編集賞シリーズ部門                                                                        | Tim Kimmel、Paula Fairfield、Bradley C. Katona、Paul Bercovitch、Tim Hands、David Klotz、Brett Voss、Jeffrey Wilhoit、Dylan T. Wilhoit 『堅牢な家』 |
| プライムタイム・エミー賞                  | 編集賞シングルカメラ・ドラマシリーズ部門                                                      | Katie Weiland 『竜の舞踏』 |
| プライムタイム・エミー賞                  | プロダクション・デザイン賞現代劇/ファンタジードラマ部門(1時間以上)                            | Deborah Riley 『雀聖下』 |
| プライムタイム・エミー賞                  | メイクアップ賞シングルカメラ・シリーズ部門                                                    | Jane Walker、Nicola Matthews 『慈母の慈悲』 |
| プライムタイム・エミー賞                  | キャスティング賞ドラマ・シリーズ部門                                                          | Nina Gold、Robert Sterne、Carla Stronge |
| プライムタイム・エミー賞                  | スタント・コーディネーション賞ドラマシリーズ/ミニシリーズ/テレビ映画部門                      | Rowley Irlam |
| プライムタイム・エミー賞                  | 視覚効果賞視覚効果部門                                                                        | Steve Kullback、Joe Bauer、Adam Chazen、Jabbar Raisani、Eric Carney、Stuart Brisdon、Derek Spears、James Kinnings、Matthew Rouleau                  |
| プライムタイム・エミー賞                  | 脚本賞ドラマシリーズ部門                                                                      | デイヴィッド・ベニオフ、D・B・ワイス 『慈母の慈悲』                                                                                                 |
| プライムタイム・エミー賞                  | 監督賞ドラマシリーズ部門                                                                      | デヴィッド・ナッター 『慈母の慈悲』 |
| プライムタイム・エミー賞                  | 助演男優賞ドラマシリーズ部門                                                                  | ピーター・ディンクレイジ 『堅牢な家』 |
| プライムタイム・エミー賞                  | 作品賞ドラマシリーズ部門                                                                      | |
| Golden Reel Awards                        | Best Sound Editing in Television, Short Form: FX/Foley                                        | 『世継ぎたち』 |
| サターン賞                                | Best Limited Run Television Series                                                            | |
| サターン賞                                | Best Performance by a Younger Actress on Television                                           | メイジー・ウィリアムズ |
| Hollywood Professional Alliance           | Outstanding Visual Effects                                                                    | 『竜の舞踏』 |
| IGN Awards                                | Best TV Episode                                                                               | 『堅牢な家』 |

### 2016年
| 賞                                                    | カテゴリー                                                                      | 受賞者 |
| ----------------------------------------------------- | ------------------------------------------------------------------------------- | --- |
| アメリカン・フィルム・インスティチュート賞            | AFI TV Award                                                                    | |
| ADG Excellence in Production Design Award             | One-Hour Single Camera Fantasy Television Series                                | 『雀聖下』、『父の仇』、『堅牢な家』 |
| 全米監督協会賞                                        | ドラマシリーズ監督賞                                                            | 『慈母の慈悲』デヴィッド・ナッター |
| 第22回全米映画俳優組合賞                              | スタント・アンサンブル賞                                                        | |
| 視覚効果協会賞                                        | Outstanding Created Environment in an Episode, Commercial, or Real-Time Project | Dominic Piche, Christine Leclerc, Patrice Poissant, Thomas Montminy-Brodeur for "ヴォランティス市"                                                     |
| 視覚効果協会賞                                        | Outstanding Effects Simulations in an Episode, Commercial, or Real-Time Project | David Ramos, Antonio Lado, Piotr Weiss, Félix Bergés for 『堅牢な家』                                                                                  |
| 視覚効果協会賞                                        | Outstanding Compositing in a Photoreal Episode                                  | Eduardo Díaz, Guillermo Orbe, Oscar Perea, Inmaculada Nadela for『堅牢な家』                                                                           |
| ギネス世界記録                                        | Largest TV drama simulcast                                                      | |
| Screenwriters Choice Awards                           | Best Television Drama                                                           | |
| Hollywood Makeup Artist and Hair Stylist Guild Awards | Best Period and/or Character Makeup - Television                                | Jane Walker |
| Hollywood Makeup Artist and Hair Stylist Guild Awards | Best Period and/or Character Hair Styling - Television                          | Kevin Alexander, Candice Banks |
| ウェビー賞                                            | Webby Award Winner (審査員選定): Best Overall Social Presence                   | HBO |
| Cinema Audio Society Awards                           | 1時間テレビシリーズ音響ミキシング賞                                             | Ronan Hill, Richard Dyer, Onnalee Blank, Mathew Waters, Brett Voss for 『堅牢な家』                                                                    |
| Costume Designers Guild Awards                        | Outstanding Period/Fantasy Television Series                                    | Michele Clapton' |
| MTV Millenial Awards                                  | Killer Serie del Año                                                            | |
| Producers Guild Awards                                | "Norman Felton Award for Outstanding Producer of Episodic Television, Drama"    | デイヴィッド・ベニオフ, D・B・ワイス,Bernadette Caulfield, Frank Doelger, Carolyn Strauss, Bryan Cogman, Lisa McAtackney, Chris Newman, Greg Spence    |
| Glamour Awards 2016                                   | Best UK TV Actress                                                              | ソフィー・ターナー |
| Golden Reel Awards                                    | Best Sound Editing in Television, Short Form: FX/Foley                          | Tim Kimmel for 『堅牢な家』 |
| Golden Reel Awards                                    | Best Sound Editing in Television, Short Form: Dialogue / ADR                    | Tim Kimmel for 『堅牢な家』 |
| Location Managers Guild Awards                        | Outstanding Locations in Period Television                                      | Robert Boake and Tate Araez |
| プライムタイム・エミー賞                              | 作品賞ドラマシリーズ部門                                                        | |
| プライムタイム・エミー賞                              | 脚本賞ドラマシリーズ部門                                                        | デイヴィッド・ベニオフ & D・B・ワイス for『落とし子の戦い』                                                                                            |
| プライムタイム・エミー賞                              | 監督賞ドラマシリーズ部門                                                        | ミゲル・サポチニク for 『落とし子の戦い』 |
| プライムタイム・エミー賞                              | キャスティング賞ドラマシリーズ部門                                              | Nina Gold, Robert Sterne, and Carla Stronge |
| プライムタイム・エミー賞                              | 衣装賞ファンタジーシリーズ部門                                                  | Michele Clapton, Chloe Aubry, Sheena Wichary for 『冬の狂風』                                                                                          |
| プライムタイム・エミー賞                              | メークアップ賞シングルカメラ・シリーズ部門(人工装具なし)                        | Jane Walker, Kate Thompson, Nicola Mathews, Kay Bilk, Marianna Kyriacou, Pamela Smyth for『落とし子の戦い』                                            |
| プライムタイム・エミー賞                              | プロダクション・デザイン賞ファンタジー番組部門                                  | Deborah Riley, Paul Ghirardani, Rob Cameron for 『血盟の血』『砕かれし者』『誰でもない者』                                                             |
| プライムタイム・エミー賞                              | 人工装具メークアップ賞シリーズ部門                                              | Jane Walker, Sarah Gower, Emma Sheffield, Tristan Versluis, Barrie Gower for 『扉』                                                                    |
| プライムタイム・エミー賞                              | シングルカメラ映像編集賞ドラマシリーズ部門                                      | Tim Porter for 『落とし子の戦い』 |
| プライムタイム・エミー賞                              | 音響編集賞シリーズ部門                                                          | Ronan Hill, Richard Dyer, Onnalee Blank, Mathew Waters for 『落とし子の戦い』                                                                          |
| プライムタイム・エミー賞                              | 特殊効果賞                                                                      | Steve Kullback, Joe Bauer, Adam Chazen, Derek Spears, Eric Carney, Sam Conway, Matthew Rouleau, Michelle Blok, Glenn Melenhorst for 『落とし子の戦い』 |
| プライムタイム・エミー賞                              | スタント・コーディネーション賞シリーズ部門                                      | Rowley Irlam |
| Gold Derby TV Award                                   | ドラマ作品賞                                                                    | |
| Gold Derby TV Award                                   | 助演男優賞                                                                      | キット・ハリントン |
| Gold Derby TV Award                                   | 助演女優賞                                                                      | レナ・ヘディ |
| TV Choice Awards                                      | ベスト・インターナショナル賞                                                    | |
| Online Film & Television Association Award            | 助演男優賞ドラマシリーズ部門                                                    | ピーター・ディンクレイジ |
| Online Film & Television Association Award            | 俳優アンサンブル賞ドラマシリーズ部門                                            | |
| Online Film & Television Association Award            | 助演女優賞ドラマシリーズ部門                                                    | レナ・ヘディ |
| Online Film & Television Association Award            | ゲスト男優賞ドラマシリーズ部門                                                  | マックス・フォン・シドー |
| Online Film & Television Association Award            | 監督賞ドラマシリーズ部門                                                        | |
| Online Film & Television Association Award            | 脚本賞ドラマシリーズ部門                                                        | |
| Online Film & Television Association Award            | 音楽賞ドラマシリーズ部門                                                        | ラミン・ジャヴァディ |
| Online Film & Television Association Award            | 編集賞ドラマシリーズ部門                                                        | |
| Online Film & Television Association Award            | 撮影賞ドラマシリーズ部門                                                        | |
| Online Film & Television Association Award            | プロダクション・デザイン賞ドラマシリーズ部門                                    | |
| Online Film & Television Association Award            | メークアップ/ヘアスタイリング賞ドラマシリーズ部門                               | |
| Online Film & Television Association Award            | 音響賞ドラマシリーズ部門                                                        | |
| Online Film & Television Association Award            | 特殊効果賞ドラマシリーズ部門                                                    | |
| Dragon Awards                                         | SF/ファンタジー番組作品賞                                                       | |
| Hollywood Post Alliance                               | Outstanding Editing                                                             | Tim Porter for 『落とし子の戦い』 |
| Hollywood Post Alliance                               | Outstanding Visual Effects                                                      | Joe Bauer, Eric Carney, Derek Spears, Glenn Melenhorst, Matthew Rouleau for 『落とし子の戦い』                                                         |
| Poppy Award                                           | Best Supporting Actress, Drama                                                  | ソフィー・ターナー |
| Critics' Choice Television Award                      | Best Drama Series                                                               | |
| IGN People's Choice Awards                            | Best TV Series                                                                  | |
| IGN People's Choice Awards                            | Best TV Drama Series                                                            | |
| IGN People's Choice Awards                            | Best TV Episode                                                                 | 『冬の狂風』 |

### 2017年
| 賞                                          | カテゴリー                                                                      | 受賞者                                                                                                   |
| ------------------------------------------- | ------------------------------------------------------------------------------- | --- |
| アメリカン・フィルム・インスティテュート賞  | AFI TV Award                                                                    | |
| 第23回全米映画俳優組合賞                    | スタント・アンサンブル賞                                                        | |
| アメリカ映画編集者協会エディー賞            | CM無しの一時間テレビドラマ部門                                                  | Tim Porter for 『落とし子の戦い』                                                                        |
| 全米監督協会賞                              | ドラマシリーズ監督賞                                                            | ミゲル・サポチニック for 『落とし子の戦い』                                                              |
| 視覚効果協会賞                              | Outstanding Animated Performance in an Episode or Real-Time Project             | James Kinnings, Michael Holzl, Matt Derksen, Joeseph Hoback for 『落とし子の戦い』- ドロゴン             |
| 視覚効果協会賞                              | Outstanding Created Environment in an Episode, Commercial or Real-Time Project  | Deak Ferrand, Dominic Daigle, François Croteau, Alexandru Banuta for『落とし子の戦い』– ミーリーン       |
| 視覚効果協会賞                              | Outstanding Effects Simulations in an Episode, Commercial, or Real-Time Project | Thomas Hullin, Dominik Kirouac, James Dong, Xavier Fourmond for 『落とし子の戦い』– ミーリーン           |
| 視覚効果協会賞                              | Outstanding Compositing in a Photoreal Episode                                  | Dominic Hellier, Morgan Jones, Thijs Noij, Caleb Thompson for 『落とし子の戦い』– ウィンターフェルの奪回 |
| Cinema Audio Society Awards                 | 1時間テレビシリーズ音響ミキシング賞                                             | Ronan Hill, Onnalee Blank, Mathew Waters, Richard Dyer, Brett Voss for『落とし子の戦い』                 |
| Canadian Society of Cinematographers        | TV Series Cinematography                                                        | Gregory Middleton for 『故郷』                                                                           |
| Costume Designers Guild Award               | Outstanding Fantasy Television Series                                           | Michele Clapton, April Ferry                                                                             |
| Makeup Artist and Hair Stylist Guild Awards | Best Period and/or Character Makeup – Television                                | Jane Walker, Kay Bilk                                                                                    |
| Makeup Artist and Hair Stylist Guild Awards | Best Period and/or Character Hair Styling – Television                          | Kevin Alexander, Candice Banks                                                                           |
| Poppy Awards                                | Best Supporting Actress, Drama                                                  | ソフィー・ターナー                                                                                       |
| Glamour Awards                              | Best UK TV Actress                                                              | ソフィー・ターナー                                                                                       |
| ウェビー賞                                  | Webby People's Voice Winner (一般投票): Best Overall Social Presence            | HBO |
| ウェビー賞                                  | Webby People's Voice Winner (一般投票): Film & Video - Unscripted (Branded)     | 『落とし子の戦い』                                                                                       |

### 2018年
| 賞                                          | カテゴリー                                                                      | 受賞者 |
| ------------------------------------------- | ------------------------------------------------------------------------------- | --- |
| Art Director Guilds Award                   | 1時間テレビシリーズ歴史劇およびファンタジー部門                                 | Deborah Riley |
| British Academy Television Craft Awards     | 衣装デザイン                                                                    | Michele Clapton |
| British Academy Television Craft Awards     | プロダクション・デザイン賞                                                      | Deborah Riley, Rob Cameron |
| British Academy Television Craft Awards     | 特別賞                                                                          | |
| Cinema Audio Society Awards                 | 音響ミキシング賞1時間テレビシリーズ部門                                         | Ronan Hill, Richard Dyer, Onnalee Blank, Mathew Waters, Brett Voss                                                                      |
| Costume Designers Guild Awards              | ファンタジーテレビシリーズ                                                      | Michelle Clapton |
| プライムタイム・エミー賞                    | 作品賞ドラマシリーズ部門                                                        | |
| プライムタイム・エミー賞                    | 助演男優賞ドラマシリーズ部門                                                    | ピーター・ディンクレイジ |
| プライムタイム・エミー賞                    | 衣装賞ファンタジー/SF部門                                                       | Michele Clapton, Alexander Fordham, Emma O'Loughlin, and Kate O'Farrell 『壁の向こう』                                                  |
| プライムタイム・エミー賞                    | プロダクション・デザイン賞1時間以上歴史劇/ファンタジー部門                      | Deborah Riley, Paul Ghirardani, and Rob Cameron 『ドラゴンストーン』                                                                    |
| プライムタイム・エミー賞                    | 人口装具メークアップ賞シリーズ/ミニシリーズ/特別番組部門                        | Jane Walker, Paul Spateri, Emma Sheffield, and Barrie Gower 『竜と狼』                                                                  |
| プライムタイム・エミー賞                    | 作曲賞シリーズ部門                                                              | ラミン・ジャヴァディ 『竜と狼』 |
| プライムタイム・エミー賞                    | サウンドミキシング賞1時間以上コメディ/ドラマシリーズ部門                        | Onnalee Blank, Mathew Waters, Richard Dyer, and Ronan Hill 『壁の向こう』                                                               |
| プライムタイム・エミー賞                    | 視覚効果賞                                                                      | Steve Kullback, Joe Bauer, Adam Chazen, Michelle Blok, Sam Conway, Ted Rae, David Ramos, Wayne Stables, and Derek Spears 『壁の向こう』 |
| プライムタイム・エミー賞                    | スタント・コーディネーション賞シリーズ/リミテッドシリーズ/テレビ映画賞          | Rowley Irlam |
| Golden Reel Awards                          | 音響編集賞 FX/Foley                                                             | Tim Kimmel, Paul Bercovitch and Tim Hands 『戦利品』                                                                                    |
| Golden Reel Awards                          | 音響編集賞 Dialogue / ADR                                                       | Tim Kimmel, Paul Bercovitch and Tim Hands 『戦利品』                                                                                    |
| Irish Film & Television Awards              | テレビドラマ賞                                                                  | |
| Irish Film & Television Awards              | 助演男優賞テレビ部門                                                            | リアム・カニンガム |
| Location Managers Guild Awards              | ロケーション賞歴史劇部門                                                        | Robert Boake, Matt Jones, Tate Araez |
| Makeup Artist and Hair Stylist Guild Awards | メークアップ賞歴史劇部門                                                        | Jane Walker, Nicola Matthews |
| Makeup Artist and Hair Stylist Guild Awards | 特殊メークアップ賞テレビ部門                                                    | Barrie Gower, Sarah Gower |
| Screen Actors Guild Awards                  | スタント・アンサンブル賞テレビシリーズ部門                                      | |
| Visual Effects Society                      | Outstanding Visual Effects in a Photoreal Episode                               | Joe Bauer, Steve Kullback, Chris Baird, David Ramos, Sam Conway 『壁の向こう』                                                          |
| Visual Effects Society                      | Outstanding Animated Character in an Episode or Real-Time Project               | Murray Stevenson, Jason Snyman, Jenn Taylor, Florian Friedmann 『戦利品』                                                               |
| Visual Effects Society                      | Outstanding Created Environment in an Episode, Commercial or Real-Time Project  | Daniel Villalba, Antonio Lado, José Luis Barreiro, Isaac de la Pompa                                                                    |
| Visual Effects Society                      | Outstanding Effects Simulations in an Episode, Commercial, or Real-Time Project | Thomas Hullin, Dominik Kirouac, Sylvain Nouveau, Nathan Arbuckle                                                                        |
| Visual Effects Society                      | Outstanding Compositing in a Photoreal Episode                                  | Dom Hellier, Thijs Noij, Edwin Holdsworth, Giacomo Matteucci 『戦利品』                                                                 |
| Webby Awards                                | Best Overall Social Presence                                                    | |
| Webby Awards                                | Best Trailer                                                                    | |
| Webby Awards                                | Best Digital Campaign                                                           | |

### 2019年
| 賞                       | カテゴリー                                                             | 受賞者 |
| ------------------------ | ---------------------------------------------------------------------- | --- |
| MTV Movie & TV Awards    | 最優秀番組賞                                                           | |
| サターン賞               | 最優秀ファンタジーテレビシリーズ賞                                     | |
| サターン賞               | 最優秀主演女優賞テレビ部門                                             | エミリア・クラーク |
| サターン賞               | 最優秀助演男優賞テレビ部門                                             | ピーター・ディンクレイジ |
| サターン賞               | 最優秀若手俳優賞テレビ部門                                             | メイジー・ウィリアムズ |
| プライムタイム・エミー賞 | 作品賞ドラマシリーズ部門                                               | |
| プライムタイム・エミー賞 | 助演男優賞ドラマシリーズ部門                                           | ピーター・ディンクレイジ |
| プライムタイム・エミー賞 | キャスティング賞ドラマシリーズ賞                                       | Nina Gold, Robert Sterne, and Carla Stronge |
| プライムタイム・エミー賞 | 衣装賞ファンタジー/SF部門                                              | Michele Clapton, Emma O'Loughlin, and Kate O'Farrell 『鐘』 |
| プライムタイム・エミー賞 | メイン・タイトル・デザイン賞                                           | Angus Wall, Kirk Shintani, Shahana Khan, Ian Ruhfass, and Rustam Hasanov                                                                                           |
| プライムタイム・エミー賞 | 人口装具メークアップ賞シリーズ/ミニシリーズ/特別番組部門               | Jane Walker, Kay Bilk, Marianna Kyriacou, Nicola Mathews, and Pamela Smyth 『長き夜』                                                                              |
| プライムタイム・エミー賞 | 作曲賞シリーズ部門                                                     | ラミン・ジャヴァディ 『長き夜』 |
| プライムタイム・エミー賞 | 映像編集賞ドラマシリーズ部門                                           | Tim Porter『長き夜』 |
| プライムタイム・エミー賞 | サウンド編集賞1時間以上コメディ/ドラマシリーズ部門                     | Tim Kimmel, Tim Hands, Paula Fairfield, Bradley C. Katona, Paul Bercovitch, John Matter, David Klotz, Brett Voss, Jeffrey Wilhoit, and Dylan T. Wilhoit 『長き夜』 |
| プライムタイム・エミー賞 | サウンドミキシング賞1時間以上コメディ/ドラマシリーズ部門               | Onnalee Blank, Mathew Waters, Simon Kerr, Danny Crowley, and Ronan Hill 『長き夜』                                                                                 |
| プライムタイム・エミー賞 | 視覚効果賞                                                             | Joe Bauer, Steve Kullback, Adam Chazen, Sam Conway, Mohsen Mousavi, Martin Hill, Ted Rae, Patrick Tiberius Gehlen, and Thomas Schelesny 『鐘』                     |
| プライムタイム・エミー賞 | スタント・コーディネーション賞シリーズ/リミテッドシリーズ/テレビ映画賞 | Rowley Irlam |

## DVD・ブルーレイ
- ゲーム・オブ・スローンズ(第一章~最終章)4K ULTRA HD コンプリート・シリーズ(30枚組+ブルーレイ ボーナス・ディスク3枚付)[4K ULTRA HD + Blu-ray]
- ゲーム・オブ・スローンズ(第一章～最終章) ブルーレイ コンプリート・シリーズ(30枚組+ボーナス・ディスク3枚付) [Blu-ray]
- ゲーム・オブ・スローンズ(第一章～最終章) DVD コンプリート・シリーズ(40枚組+ボーナス・ディスク3枚付)